# Nhà Medici
Nhà Medici (tiếng Anh: /ˈmɛdɪtʃi/ MED-i-chee, tiếng Ý: [ˈmɛːditʃi]) là một gia tộc ngân hàng và triều đại chính trị người Ý, lần đầu tiên củng cố quyền lực tại Cộng hòa Florence dưới thời Cosimo de' Medici, trong suốt nửa đầu thế kỷ XV. Gia đình có nguồn gốc từ vùng Mugello của Toscana, và dần dần thịnh vượng cho đến khi có thể lập ra Ngân hàng Medici, đây là ngân hàng lớn nhất ở châu Âu trong thế kỷ XV và tạo điều kiện thuận lợi cho người nhà Medici vươn lên nắm quyền chính trị ở Florence, mặc dù họ chính thức vẫn là công dân chứ không phải quân chủ cho đến thế kỷ XVI.
Nhà Medici đã sản sinh ra 4 vị Giáo hoàng cho Giáo hội Công giáo La Mã và Lãnh địa Giáo hoàng, gồm có: Giáo hoàng Leo X (1513–1521), Giáo hoàng Clêmentê VII (1523–1534), Giáo hoàng Pius IV (1559–1565) và Giáo hoàng Leo XI (1605), ngoài ra còn có 2 Vương hậu của Pháp, gồm có: Catherine de' Medici (1547–1559) và Marie de' Medici (1600–1610). Năm 1532, gia tộc Medici có được tước hiệu cha truyền con nối là Công tước xứ Florence. Năm 1569, công quốc được nâng lên thành Đại công quốc Toscana sau khi mở rộng lãnh thổ. Medici cai trị Đại công quốc này từ khi thành lập cho đến năm 1737, với cái chết của vị Đại công tước cuối cùng là Gian Gastone de' Medici. Đại công quốc đã chứng kiến mức độ tăng trưởng kinh tế dưới thời các Đại công tước đầu tiên, nhưng đã bị phá sản vào thời Cosimo III de' Medici (r. 1670–1723).
Sự giàu có và ảnh hưởng của người Nhà Medici ban đầu bắt nguồn từ việc buôn bán hàng dệt may ở Florence. Giống như các gia đình khác cai trị ở Signorie của Ý, Medici trở thành lãnh đạo của thành phố mà họ sinh sống, có thể đưa Florence nằm dưới quyền lực chi phối của gia đình họ và tạo ra một môi trường trong đó nghệ thuật và chủ nghĩa nhân văn phát triển. Họ và các gia đình khác của Ý đã truyền cảm hứng cho thời Phục hưng Ý, chẳng hạn như Visconti và Sforza ở Milan, Este ở Ferrara, Borgia ở Rome và Gonzaga ở Mantua.
Ngân hàng Medici, từ khi được thành lập vào năm 1397 cho đến khi sụp đổ vào năm 1494, là một trong những tổ chức thịnh vượng và được kính trọng nhất ở châu Âu, và gia đình Medici được coi là giàu có nhất ở châu Âu trong một thời gian dài. Từ cơ sở này, ban đầu họ giành được quyền lực chính trị ở Florence và sau đó là ở Bán đảo Ý và châu Âu rộng lớn hơn. Họ là một trong những doanh nghiệp sớm nhất sử dụng hệ thống sổ cái kế toán thông qua việc phát triển Hệ thống ghi sổ kép để theo dõi các khoản tín dụng và ghi nợ.
Gia đình Medici đã tuyên bố tài trợ cho việc phát minh ra piano và opera, đã tài trợ cho việc xây dựng Vương cung thánh đường Thánh Phêrô và Nhà thờ chính tòa Firenze, đồng thời là người bảo trợ của Filippo Brunelleschi, Sandro Botticelli, Leonardo da Vinci, Michelangelo, Raphael, Niccolò Machiavelli, Galileo Galilei và Francesco Redi cùng nhiều cá nhân khác trong nghệ thuật và khoa học. Họ cũng là những nhân vật chính của Phong trào Phản Cải cách, từ khi bắt đầu cuộc Cải cách Kháng nghị thông qua Công đồng Trentô và các cuộc Chiến tranh tôn giáo Pháp.

## Lịch sử
Gia tộc Medici đến từ vùng nông nghiệp Mugello phía bắc Florence, và họ lần đầu tiên được nhắc đến trong một tài liệu năm 1230. Nguồn gốc của tên gia tộc là không chắc chắn. Medici là số nhiều của medico, có nghĩa là "bác sĩ y khoa".  Triều đại bắt đầu với việc thành lập Ngân hàng Medici ở Cộng hòa Florence vào năm 1397.

### Nắm quyền

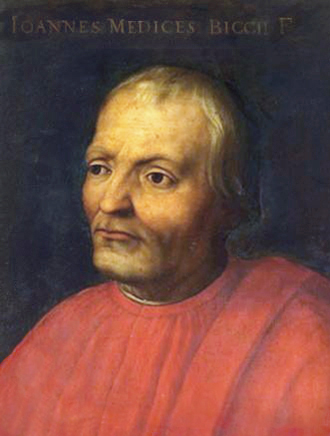
Giovanni di Bicci de' Medici, người sáng lập ngân hàng Medici

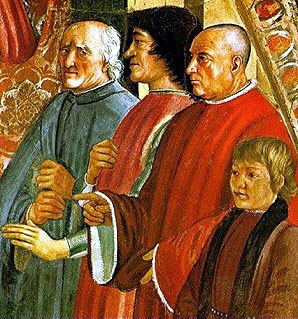
Bức tranh Confirmatio Regulae, của Domenico Ghirlandaio

Trong hầu hết thế kỷ XIII, Siena là trung tâm tài chính và hoạt động ngân hàng hàng đầu ở Bán đảo Ý. Nhưng vào năm 1298, một trong những gia tộc ngân hàng hàng đầu châu Âu là Bonsignoris bị phá sản, và thành phố Siena mất vị thế là trung tâm ngân hàng của Ý vào tay Florence. Cho đến cuối thế kỷ XIV, gia tộc cầm quyền ở Florence là Nhà Albizzi. Năm 1293, Pháp lệnh Tư pháp được ban hành; một cách hiệu quả, chúng đã trở thành hiến pháp của Cộng hòa Florence trong suốt thời kỳ Phục hưng Ý. Vô số cung điện sang trọng của thành phố được bao quanh bởi những ngôi nhà phố được xây dựng bởi tầng lớp thương gia thịnh vượng.
Những gia tộc thách thức chính đối với quyền lực của gia đình Albizzi chính là Medici, đầu tiên là dưới quyền của Giovanni di Bicci de' Medici, sau đó là dưới quyền của con trai ông là Cosimo di Giovanni de' Medici và chắt trai là Lorenzo de' Medici. Gia tộc Medici lập ra và kiểm soát Ngân hàng Medici—ngân hàng lớn nhất châu Âu lúc bấy giờ—và một loạt doanh nghiệp khác ở Florence và những nơi khác. Năm 1433, Albizzi tìm cách trục xuất Cosimo.  Tuy nhiên, vào năm sau, một chính quyền dân sự ủng hộ Medici do Tommaso Soderini, Oddo Altoviti và Lucca Pitti lãnh đạo đã được bầu vào Signoria của Florence và Cosimo trở lại. Medici trở thành gia tộc đứng đầu thành phố, vị trí mà họ sẽ nắm giữ trong 3 thế kỷ tiếp theo. Florence vẫn là một nước cộng hòa cho đến năm 1537, theo truyền thống đánh dấu sự kết thúc giai đoạn đầu của thời kỳ Phục hưng ở Florence, nhưng các công cụ của chính phủ cộng hòa nằm dưới sự kiểm soát chặt chẽ của Medici và các đồng minh của họ, ngoại trừ các khoảng thời gian sau năm 1494 và 1527. Cosimo và Lorenzo hiếm khi giữ chức vụ chính thức nhưng họ lại là những nhà lãnh đạo trên thực tế.
Gia đình Medici được kết nối với hầu hết các gia đình ưu tú khác vào thời điểm đó thông qua các cuộc hợp đồng hôn nhân, quan hệ đối tác hoặc việc làm, vì vậy gia đình này có vị trí trung tâm trong mạng lưới xã hội: một số gia đình có quyền truy cập một cách có hệ thống vào phần còn lại của các gia đình ưu tú chỉ thông qua Medici, có lẽ tương tự như các mối quan hệ ngân hàng. Một số ví dụ về các gia tộc này bao gồm Bardi, Altoviti, Ridolfi, Cavalcanti và Tornabuoni. Điều này được cho là lý do dẫn đến sự trỗi dậy của gia đình Medici.
Các thành viên của gia đình này đã trở nên nổi tiếng vào đầu thế kỷ XIV trong buôn bán len, đặc biệt là với Pháp và Tây Ban Nha. Bất chấp sự hiện diện của một số Medici trong các cơ quan chính quyền của thành phố, họ vẫn ít được chú ý hơn nhiều so với các gia đình nổi bật khác như Albizzi hay Strozzi. Salvestro de' Medici là chủ tịch phường hội len trong cuộc nổi dậy Ciompi năm 1378–82, và Antonio de' Medici bị lưu đày khỏi Florence năm 1396. Việc tham gia vào một âm mưu khác vào năm 1400 đã khiến tất cả các nhánh của gia đình này bị cấm tham gia chính trường Florentine trong 20 năm, ngoại trừ hai nhánh.

### Thế kỷ XV
Giovanni di Bicci de' Medici (khoảng 1360–1429), con trai của Averardo de' Medici (1320–1363), đã nâng cao sự giàu có của gia đình thông qua việc thành lập Ngân hàng Medici và trở thành một trong những người giàu nhất thành bang Florence. Mặc dù chưa bao giờ nắm giữ bất kỳ chức vụ chính trị nào, nhưng ông đã nhận được sự ủng hộ mạnh mẽ của quần chúng đối với gia tộc của mình thông qua việc ủng hộ việc áp dụng hệ thống thuế theo tỷ lệ. Con trai của Giovanni là Cosimo de' Medici mệnh danh là Pater Patriae (cha đẻ của đất nước), lên nắm quyền vào năm 1434 với tư cách là Gran maestro (người đứng đầu không chính thức của Cộng hòa Florentine).

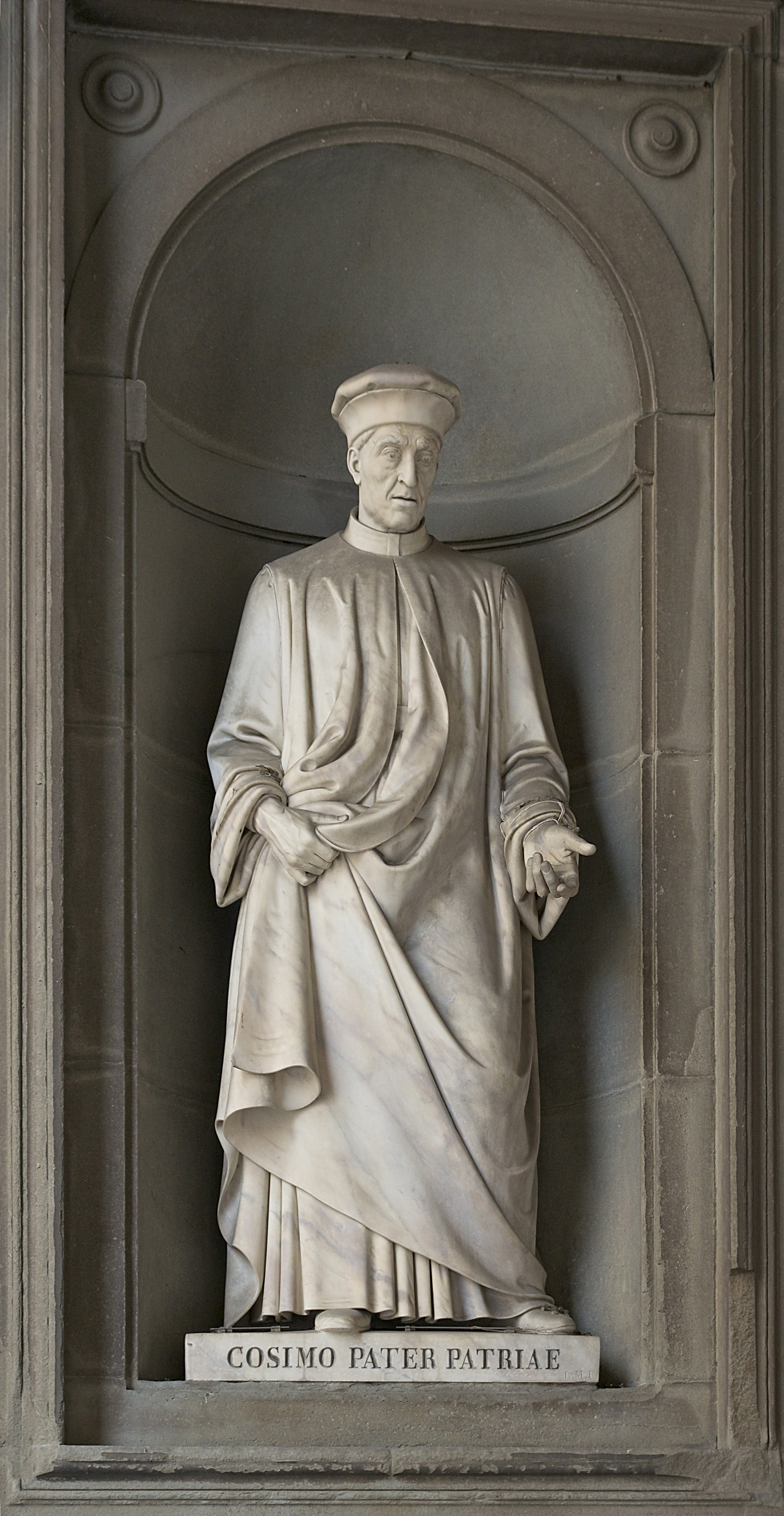
Cosimo Pater patriae, Phòng trưng bày Uffizi, Florence

Nhà Medici còn được hưởng lợi từ việc phát hiện ra trữ lượng lớn phèn chua ở Tolfa vào năm 1461. Phèn chua rất cần thiết như một chất gắn màu trong nhuộm một số loại vải và được sử dụng rộng rãi ở Florence, nơi ngành công nghiệp chính là sản xuất dệt may. Trước thời Medici, người Thổ Nhĩ Kỳ là nhà xuất khẩu phèn duy nhất, vì vậy châu Âu buộc phải mua sản phẩm này từ Đế quốc Ottoman cho đến khi phát hiện ra phèn chua ở Tolfa. Giáo hoàng Piô II đã trao cho gia đình Medici độc quyền khai thác mỏ ở đó, khiến họ trở thành nhà sản xuất phèn chúa chính ở châu Âu.
Ba thế hệ kế tiếp của Medici—Cosimo, Piero và Lorenzo—cai trị Florence trong suốt phần lớn thế kỷ XV. Họ rõ ràng đã thống trị chính quyền đại diện Florentine mà không cần bãi bỏ chế độ cộng hòa nó hoàn toàn. Ba thành viên của gia đình Medici này có kỹ năng tuyệt vời trong việc quản lý một "thành phố kiên cường và độc lập" như Florence. Tuy nhiên, khi Lorenzo qua đời vào năm 1492, con trai ông là Piero tỏ ra không có khả năng ứng phó thành công trước những thách thức do Pháp xâm lược Ý năm 1492, và trong vòng 2 năm, ông và những người ủng hộ ông bị buộc phải lưu vong và được thay thế bằng một chính phủ cộng hòa.
Piero di Cosimo de' Medici (1416–1469), con trai của Cosimo, chỉ nắm quyền trong 5 năm (1464–1469). Ông được gọi với biệt danh là "Piero Bệnh gút" vì căn bệnh gút làm đau chân và dẫn đến cái chết của ông. Không giống như cha mình, Piero ít quan tâm đến nghệ thuật. Do căn bệnh của mình, ông chủ yếu nằm liệt giường ở nhà, và do đó đã làm rất ít để tăng cường quyền kiểm soát của gia tộc Medici đối với Florence khi còn nắm quyền. Do đó, quyền cai trị của Medici bị trì trệ cho đến thế hệ tiếp theo, khi con trai của Piero là Lorenzo lên nắm quyền.
Lorenzo de' Medici (1449–1492), được mệnh danh là "Lorenzo Hùng vĩ", có khả năng lãnh đạo và cai trị một thành phố tốt hơn thế hệ trước, nhưng ông đã bỏ bê công việc kinh doanh ngân hàng của gia đình, dẫn đến sự xụp đổ của nó. Để đảm bảo sự thành công của gia đình được tiếp tục, Lorenzo đã lên kế hoạch cho sự nghiệp tương lai của các con mình. Ông đã chuẩn bị cho Piero II cứng đầu trở thành người kế nhiệm ông trong vai trò lãnh đạo dân sự; Giovanni (Giáo hoàng Leo X tương lai) được đưa vào nhà thờ từ khi còn nhỏ; và con gái Maddalena của ông đã được cung cấp nhiều của hồi môn để thực hiện một cuộc hôn nhân có lợi về mặt chính trị với con trai của Giáo hoàng Innocent VIII nhằm củng cố liên minh giữa Medici và các nhánh Roman của gia tộc Cybo và Altoviti.
Âm mưu Pazzi năm 1478 là một nỗ lực nhằm hạ bệ gia tộc Medici bằng cách giết Lorenzo cùng em trai của ông là Giuliano de' Medici trong các buổi lễ Phục sinh; vụ ám sát kết thúc với cái chết của Giuliano và Lorenzo bị thương. Âm mưu liên quan đến gia đình Pazzi và Salviati, cả hai gia đình ngân hàng đối thủ đang tìm cách chấm dứt ảnh hưởng của Medici, cũng như linh mục chủ trì các buổi lễ nhà thờ, Tổng giám mục xứ Pisa, và thậm chí cả Giáo hoàng Sixtus IV ở một mức độ nào đó. Những kẻ chủ mưu tiếp cận Giáo hoàng Sixtus IV với hy vọng nhận được sự chấp thuận của ông, vì bản thân ông và Medici đã có sự cạnh tranh lâu dài, nhưng Giáo hoàng không đưa ra biện pháp trừng phạt chính thức nào cho kế hoạch. Bất chấp việc từ chối sự chấp thuận chính thức, giáo hoàng vẫn cho phép âm mưu tiếp tục mà không can thiệp, và sau vụ ám sát Lorenzo thất bại, ông cũng miễn trừ những tội ác được thực hiện nhằm phục vụ nhà thờ. Sau đó, Lorenzo nhận nuôi đứa con ngoài giá thú của anh trai mình là Giulio de' Medici (1478–1535) tức Giáo hoàng Clement VII tương lai. Con trai của Lorenzo là Piero II lên nắm quyền lãnh đạo Florence sau cái chết của Lorenzo. Nhà Medici bị trục xuất khỏi Florence từ năm 1494 đến năm 1512 sau khi Piero tuân theo mọi yêu cầu của kẻ xâm lược là vua Charles VIII của Pháp.

### Thế kỷ XVI

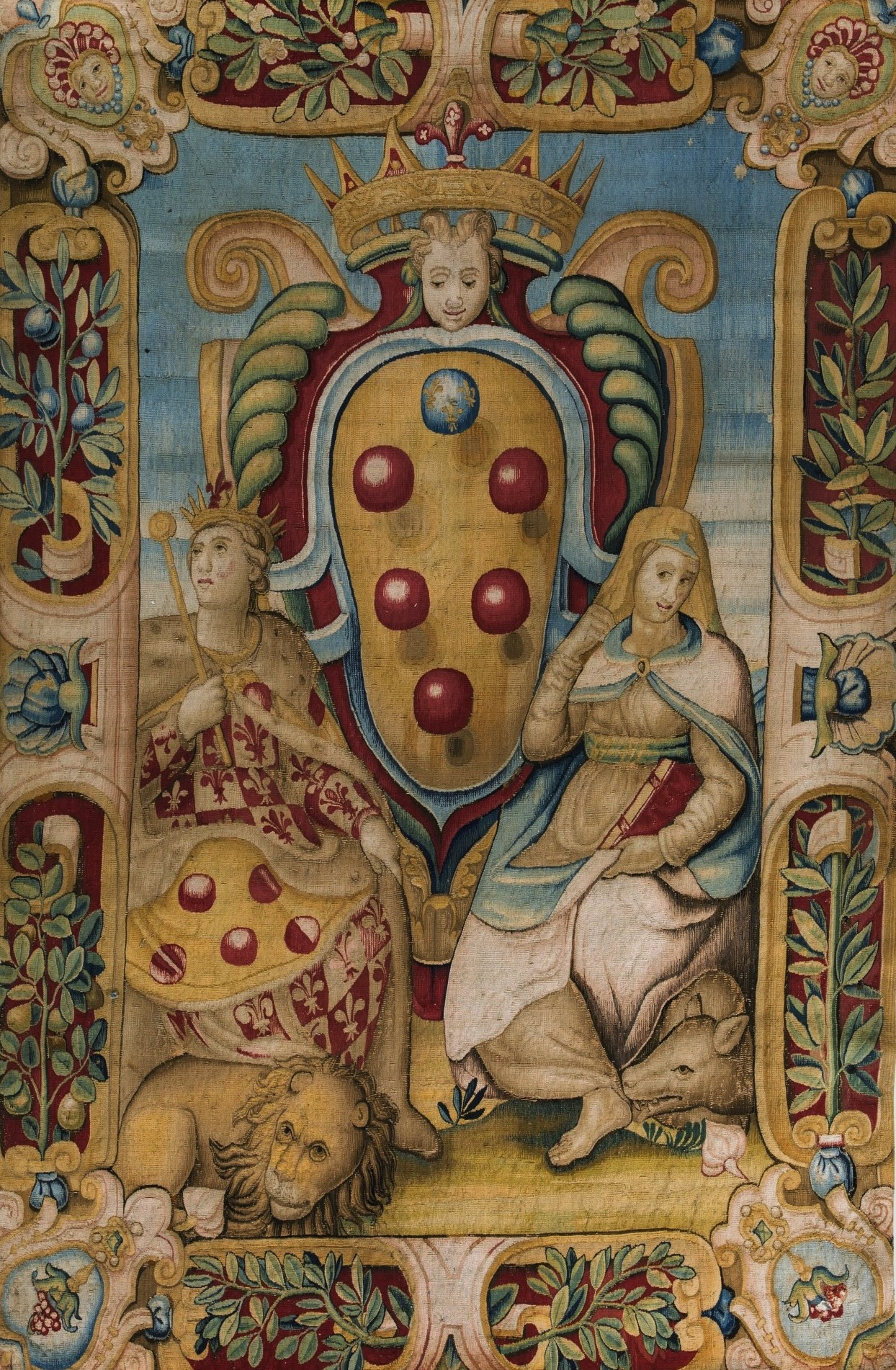
Tấm thảm cưới Medici (1589).

Người Nhà Medici bị lưu đầy khỏi Florence kéo dài cho đến năm 1512, sau đó nhánh "cấp cao" của gia đình—những người xuất thân từ Cosimo Trưởng lão—có thể cai trị cho đến khi Alessandro de' Medici, Công tước đầu tiên của Florence, bị ám sát vào năm 1537. Trong thế kỷ này sự cai trị lâu dài chỉ bị gián đoạn trong hai lần (từ 1494–1512 đến 1527–1530), khi các phe phái chống Medici nắm quyền kiểm soát Florence. Sau vụ ám sát Công tước Alessandro, quyền lực được chuyển giao cho nhánh Medici "đàn em"—hậu duệ của Lorenzo Trưởng lão, con trai út của Giovanni di Bicci, bắt đầu từ chắt trai Cosimo I "Đại đế".
Cosimo Trưởng lão và cha ông đã thành lập quỹ Medici trong lĩnh vực ngân hàng và sản xuất - bao gồm cả hình thức nhượng quyền thương mại. Ảnh hưởng của gia đình ngày càng tăng nhờ sự bảo trợ của cải, nghệ thuật và văn hóa. Cuối cùng, nó đã đạt đến đỉnh cao trong thời kỳ người Nhà Medici được bầu lên làm Giáo hoàng và tiếp tục phát triển trong nhiều thế kỷ sau đó với tư cách là Công tước xứ Florence và Tuscany. Ít nhất một nửa, có lẽ nhiều hơn, người dân Florence đã làm việc cho Medici và các chi nhánh cơ sở của họ trong lĩnh vực kinh doanh.

#### Các Giáo hoàng của Nhà Medici

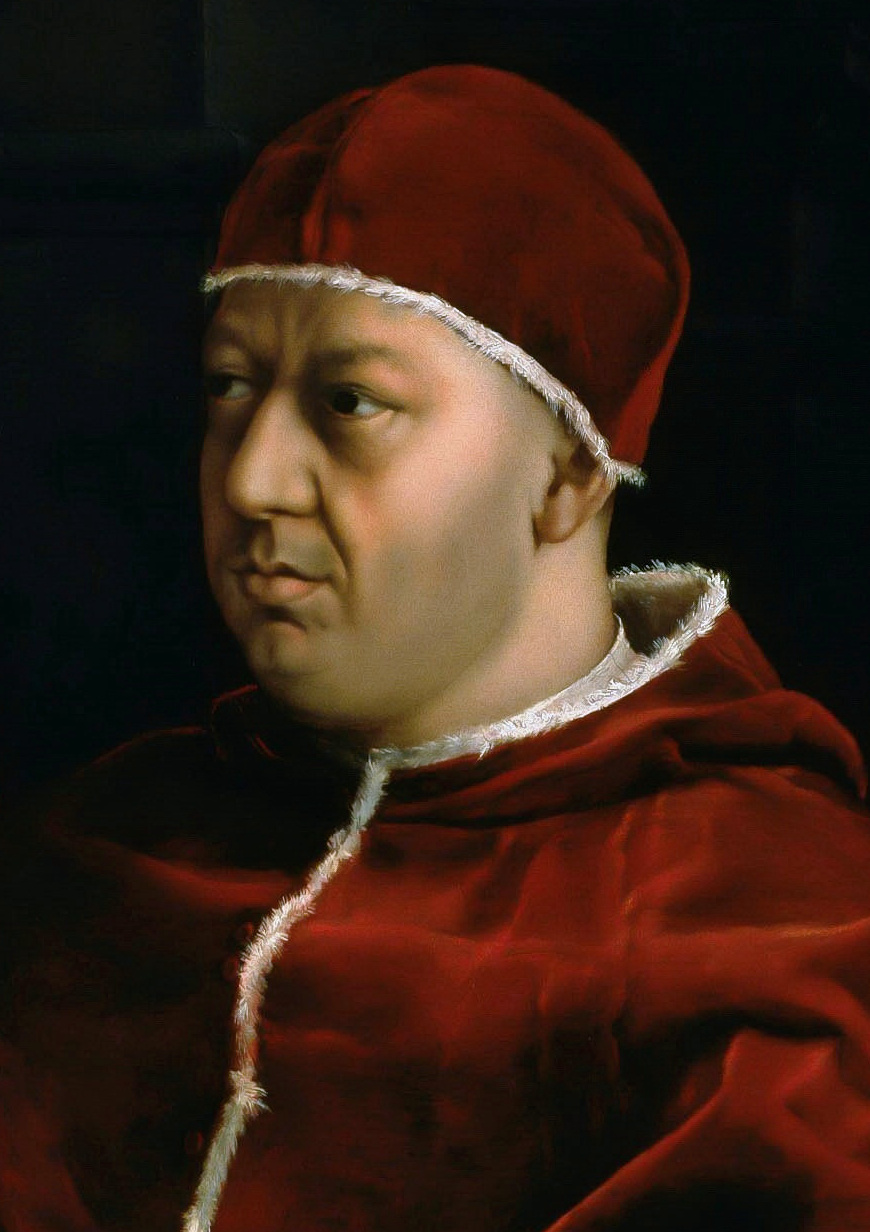
Leo X, vị Giáo hoàng thứ 217 của Giáo hội Công giáo đến từ Nhà Medici

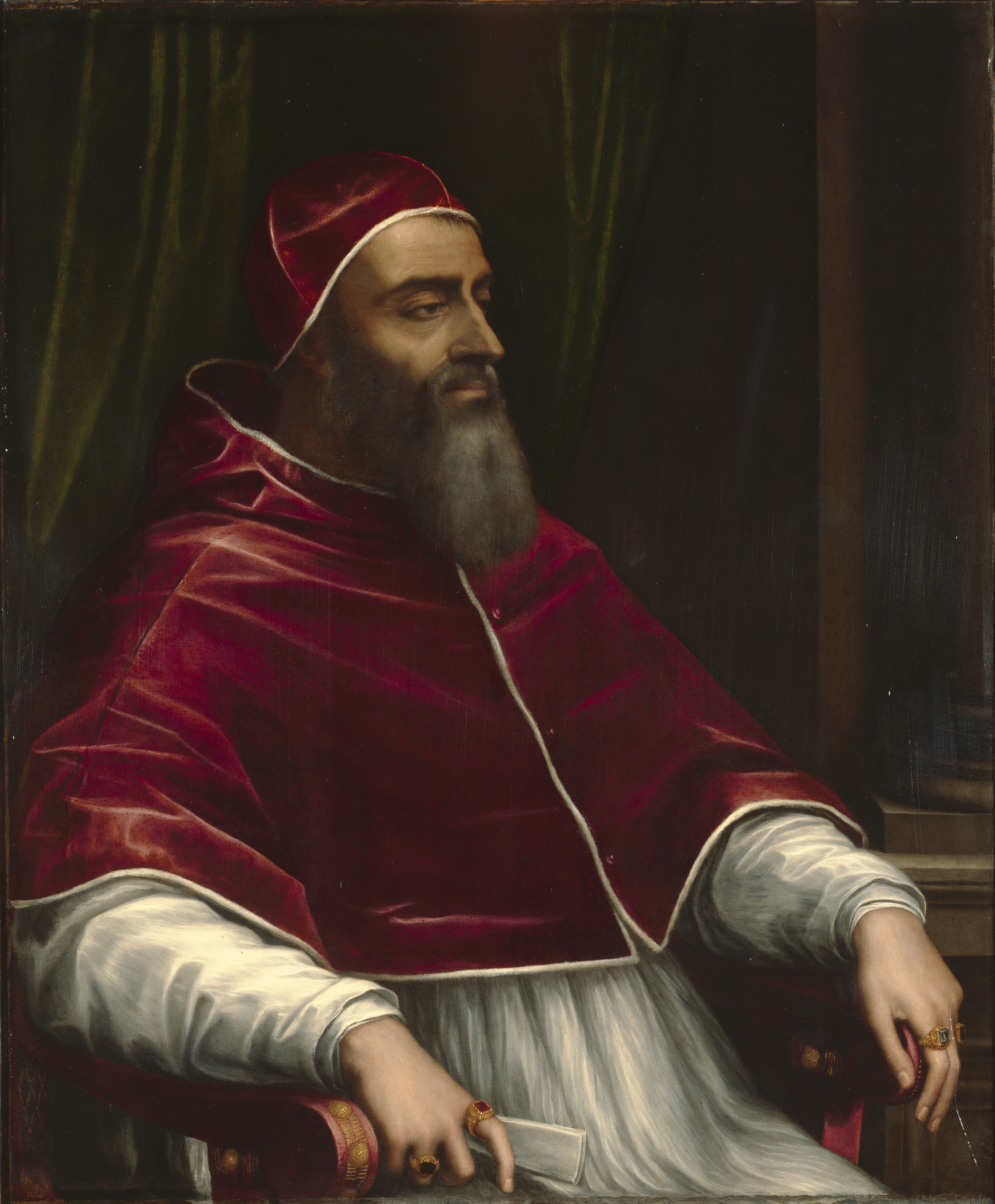
Clemente VII, vị giáo hoàng thứ 219 của Giáo hội Công giáo đến từ Nhà Medici

Nhà Medici nhanh chóng trở thành lãnh đạo của Kitô giáo thông qua hai vị Giáo hoàng nổi tiếng ở thế kỷ XVI, Leo X và Clement VII. Cả hai cũng từng là những người cai trị chính trị trên thực tế ở Rome, Florence và những vùng đất rộng lớn ở Bán đảo Ý được gọi là Lãnh địa Giáo hoàng. Họ là những người bảo trợ nghệ thuật hào phóng, họ đã đặt làm những kiệt tác như Biến hình của Raffaello và Sự phán xét cuối cùng của Michelangelo; tuy nhiên, triều đại của họ trùng hợp với những rắc rối của Kitô giáo và Lãnh địa Giáo hoàng, bao gồm cuộc Cải cách Kháng nghị của Martin Luther và vụ Cướp bóc thành Rome năm 1527.
Triều đại giáo hoàng vui tính của Leo X đã làm phá sản kho bạc của Vatican và tích lũy những khoản nợ khổng lồ. Từ khi Leo được bầu làm giáo hoàng năm 1513 cho đến khi ông qua đời năm 1521, Florence lần lượt được giám sát bởi Giuliano de' Medici, Công tước xứ Nemours, Lorenzo de' Medici, Công tước xứ Urbino và Giulio de' Medici, người sau này trở thành Giáo hoàng Clement VII.
Triều đại giáo hoàng đầy biến động của Clement VII bị chi phối bởi sự nối tiếp nhanh chóng của các cuộc khủng hoảng chính trị—nhiều cuộc khủng hoảng đã diễn ra từ lâu—dẫn đến việc quân đội của Hoàng đế Karl V của Thánh chế La Mã cướp phá thành Rome vào năm 1527 và sự trỗi dậy của Salviati, Altoviti và Strozzi là chủ ngân hàng hàng đầu của Giáo triều Rôma. Từ thời điểm Clement được bầu làm Giáo hoàng năm 1523 cho đến khi thành Rome bị cướp phá, Florence được cai trị bởi Ippolito de' Medici trẻ tuổi (hồng y và phó chưởng ấn tương lai của Nhà thờ La Mã Thần thánh), Alessandro de' Medici (công tước tương lai của Florence), và những người giám hộ của họ. Năm 1530, sau khi liên minh với Hoàng đế Karl V, Giáo hoàng Clement VII đã thành công trong việc đảm bảo lễ đính hôn của con gái Karl V là Margeret của Áo với cháu trai ngoài giá thú của ông (được cho là con trai ông) Alessandro de' Medici. Clement cũng thuyết phục Karl V phong Alessandro làm Công tước xứ Florence. Từ đó bắt đầu triều đại của các vị quân chủ Nhà Medici ở Florence, kéo dài 2 thế kỷ.

#### Các Công tước của Nhà Medici
Một nhân vật nổi bật khác của gia đình Medici ở thế kỷ XVI là Cosimo I, người đã vươn lên từ khởi đầu tương đối khiêm tốn ở Mugello để đạt được quyền lực tối cao trên toàn bộ Toscana. Trước sự phản đối của Vương hậu Caterina de' Medici, Giáo hoàng Phaolô III và các đồng minh của họ, ông đã chiếm ưu thế trong nhiều trận chiến khác nhau để chinh phục đối thủ đáng ghét của Florence là Cộng hòa Siena và thành lập Đại công quốc Toscana. Cosimo mua một phần đảo Elba từ Cộng hòa Genova và đặt lực lượng hải quân Toscana ở đó. Ông mất năm 1574, kế vị ông là người con trai cả còn sống là Đại công tử Francesco, người qua đời mà không có con trai thừa kế, dẫn đến sự kế vị của em trai ông là Đại công tử Ferdinando, vào năm 1587. Francesco kết hôn với Johanna của Áo, và họ đã sinh ra Eleonora de' Medici, Công tước phu nhân xứ Mantua và Maria de' Medici, Vương hậu Pháp và Navarrae. Thông qua Maria, tất cả các vị vua kế vị của Pháp (trừ Napoléon) đều là hậu duệ của Francesco.
Ferdinando háo hức đảm nhận quyền cai trị xứ Toscana từ anh trai. Ông chỉ huy việc thoát nước vùng đầm lầy Toscan, xây dựng mạng lưới đường bộ ở miền Nam Toscana và phát triển thương mại ở Livorno. Để phát triển ngành công nghiệp tơ lụa ở Toscan, ông giám sát việc trồng cây dâu tằm dọc theo các con đường lớn (tằm ăn lá dâu để sản sinh ra tơ). Về đối ngoại, ông đã đưa Toscana thoát khỏi quyền bá chủ của Vương tộc Habsburg bằng cách kết hôn với một nữ quý tộc không thuộc người Nhà Habsburg đầu tiên kể từ Alessandro, đó là Công nữ Christina xứ Lorraine, cháu gái của Catherine de' Medici. Phản ứng của người Tây Ban Nha là xây dựng một tòa pháo đài trên phần đảo Elba mà họ sở hữu. Để củng cố liên minh Pháp-Toscan vừa mới được thành lập, ông đã gả cháu gái của mình là Đại công nữ Marie, cho Henri IV của Pháp. Henri tuyên bố rõ ràng rằng ông sẽ bảo vệ Toscana khỏi sự xâm lược của Tây Ban Nha, nhưng sau đó đã từ bỏ lời hứa, vì thế Ferdinando buộc phải gả người thừa kế của mình là Đại công tử Cosimo, cho Nữ đại công tước Maria Maddalena của Áo để xoa dịu Tây Ban Nha (nơi Margaret, em gái của Maria Maddalena là vương hậu đương nhiệm). Ferdinando cũng tài trợ cho một chuyến thám hiểm Toscan đến Tân Thế giới với ý định thành lập một thuộc địa của người Toscan, một kế hoạch không mang lại kết quả nào cho việc mua lại thuộc địa vĩnh viễn.
Bất chấp tất cả những động lực thúc đẩy tăng trưởng kinh tế và thịnh vượng này, dân số của Florence vào buổi bình minh của thế kỷ XVII chỉ là 75.000 người, nhỏ hơn nhiều so với các kinh đô khác trên bán đảo Ý (như Rome, Milan, Venice, Palermo và Napoli). Francesco và Ferdinando, do sự phân biệt không rõ ràng giữa tài sản nhà Medici và Nhà nước Toscan, được cho là giàu có hơn tổ tiên của họ, Cosimo de' Medici, người sáng lập triều đại. Riêng Đại công tước có đặc quyền khai thác tài nguyên khoáng sản và muối, và vận mệnh của nhà Medici gắn liền trực tiếp với nền kinh tế Toscan.

### Thế kỷ XVII

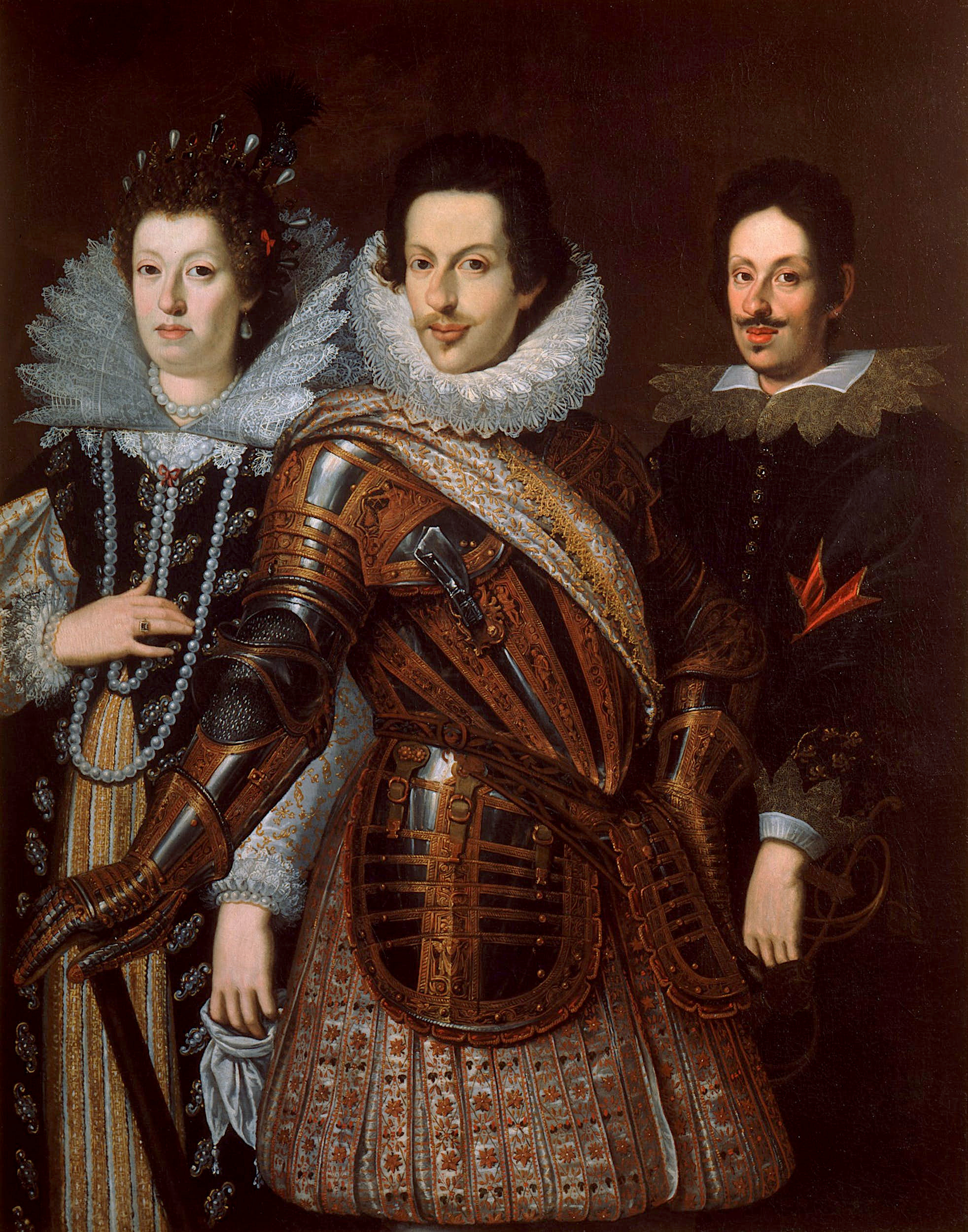
Từ trái sang phải: Đại công tước phu nhân Maria Maddalena, Đại công tước Cosimo II, và con trai lớn của họ, tương lai là Đại công tước Ferdinando II

Ferdinando, mặc dù không còn là hồng y, nhưng vẫn có nhiều ảnh hưởng trong các mật nghị liên tiếp. Năm 1605, Ferdinando đã thành công trong việc đưa ứng cử viên của mình là Alessandro de' Medici lên ngai Giáo hoàng với tông hiệu là Giáo hoàng Leo XI. Nhưng Leo XI chỉ tại vị được 27 ngày thì qua đời, nhưng người kế vị ông là Giáo hoàng Paul V, cũng ủng hộ người Nhà Medici. Tuy nhiên, chính sách đối ngoại ủng hộ Giáo hoàng của Ferdinando có những hạn chế. Toscana tràn ngập các dòng tu, không phải tất cả đều có nghĩa vụ nộp thuế. Ferdinando qua đời năm 1609, để lại một nhà nước giàu có; Tuy nhiên, việc ông không hành động trong các vấn đề quốc tế sẽ gây ra những hậu quả lâu dài sau này.
Ở Pháp, Marie de' Medici đang làm nhiếp chính cho con trai bà là Vua Louis XIII. Louis bác bỏ chính sách ủng hộ Nhà Habsburg của mẹ mình vào năm 1617. Thái hậu sống phần đời còn lại mà không có bất kỳ ảnh hưởng chính trị nào.
Người kế vị Ferdinando là Cosimo II, trị vì chưa đầy 12 năm. Ông kết hôn với Maria Maddalena của Áo, người có với ông 8 người con, bao gồm Margherita de' Medici, Ferdinando II de' Medici và Anna de' Medici. Ông được nhớ đến nhiều nhất với tư cách là người bảo trợ cho nhà thiên văn học Galileo Galilei, người xuất bản chuyên luận Sidereus Nuncius vào năm 1610, được đề tặng cho Đại công tước. Cosimo chết vì lao phổi vào năm 1621.
Con trai lớn của Cosimo là Đại công tử Ferdinando, vẫn chưa đủ tuổi trưởng thành về mặt pháp lý để kế vị ông, do đó Maria Maddalena và bà của ông là Christina xứ Lorraine, đóng vai trò nhiếp chính. Quyền nhiếp chính tập thể của họ được gọi là Turtici. Tính khí của Maria Maddelana tương tự như Christina, và họ cùng nhau liên kết Toscana với Lãnh địa Giáo hoàng, tái tăng gấp đôi số giáo sĩ Toscan, và cho phép diễn ra phiên tòa xét xử dị giáo đối với Galileo Galilei.  Sau cái chết của Công tước xứ Urbino cuối cùng là (Francesco Maria II), thay vì tuyên bố công quốc thuộc quyền thừa kế của Ferdinando, người đã kết hôn với cháu gái và nữ thừa kế của Công tước xứ Urbino là Vittoria della Rovere, họ đã cho phép Giáo hoàng Urban VIII sáp nhập nó vào Lãnh địa Giáo hoàng. Năm 1626, họ cấm bất kỳ công dân Toscan nào được học tập bên ngoài Đại công quốc, một đạo luật sau đó bị bãi bỏ, nhưng được tại lập lại bởi cháu trai của Maria Maddalena là Đại công tước Cosimo III. Harold Acton, một nhà sử học người Anh-Ý, cho rằng sự suy tàn của Toscana là do nhiếp chính Turtici.
Đại công tước Ferdinado bị ám ảnh bởi công nghệ mới và đã lắp đặt nhiều loại máy đo độ ẩm, phong vũ biểu, nhiệt kế và kính viễn vọng trong Palazzo Pitti. Năm 1657, Leopoldo de' Medici, em trai út của Đại công tước đã cho thành lập Accademia del Cimento, tổ chức thu hút các nhà khoa học từ khắp Toscana đến Florence để nghiên cứu.
Toscana tham gia vào Chiến tranh Castro (lần cuối cùng Toscana thuộc Nhà Medici tham gia vào một cuộc xung đột) và gây ra thất bại cho lực lượng của Giáo hoàng Urban VIII vào năm 1643. Nỗ lực chiến tranh rất tốn kém và kho bạc trống rỗng đến nỗi khi lính đánh thuê Castro được trả tiền, nhà nước không còn đủ khả năng trả lãi trái phiếu chính phủ, dẫn đến lãi suất giảm 0,75%. Vào thời điểm đó, nền kinh tế suy thoái đến mức việc trao đổi hàng hóa trở nên phổ biến ở các khu chợ nông thôn.
Ferdinando qua đời vào ngày 23 tháng 5 năm 1670 vì bệnh đột quỵ xuất huyết và phù nề. Ông được an táng tại Vương cung thánh đường San Lorenzo, Florence, nghĩa địa của người Nhà Medici. Vào thời điểm ông qua đời, dân số của Đại công quốc là 730.594 người; những con đường trải đầy cỏ và những tòa nhà sắp sụp đổ ở Pisa.
Cuộc hôn nhân của Ferdinando với Vittoria della Rovere sinh ra hai người con: Cosimo III de' Medici, Đại công tước xứ Toscana, và Đại công tử Francesco Maria. Sau cái chết của Vittoria vào năm 1694, tài sản kế thừa của bà, gồm có các Công quốc Rovere và Montefeltro, được chuyển cho con trai út của bà.

### Thế kỷ XVIII: sự sụp đổ của vương triều

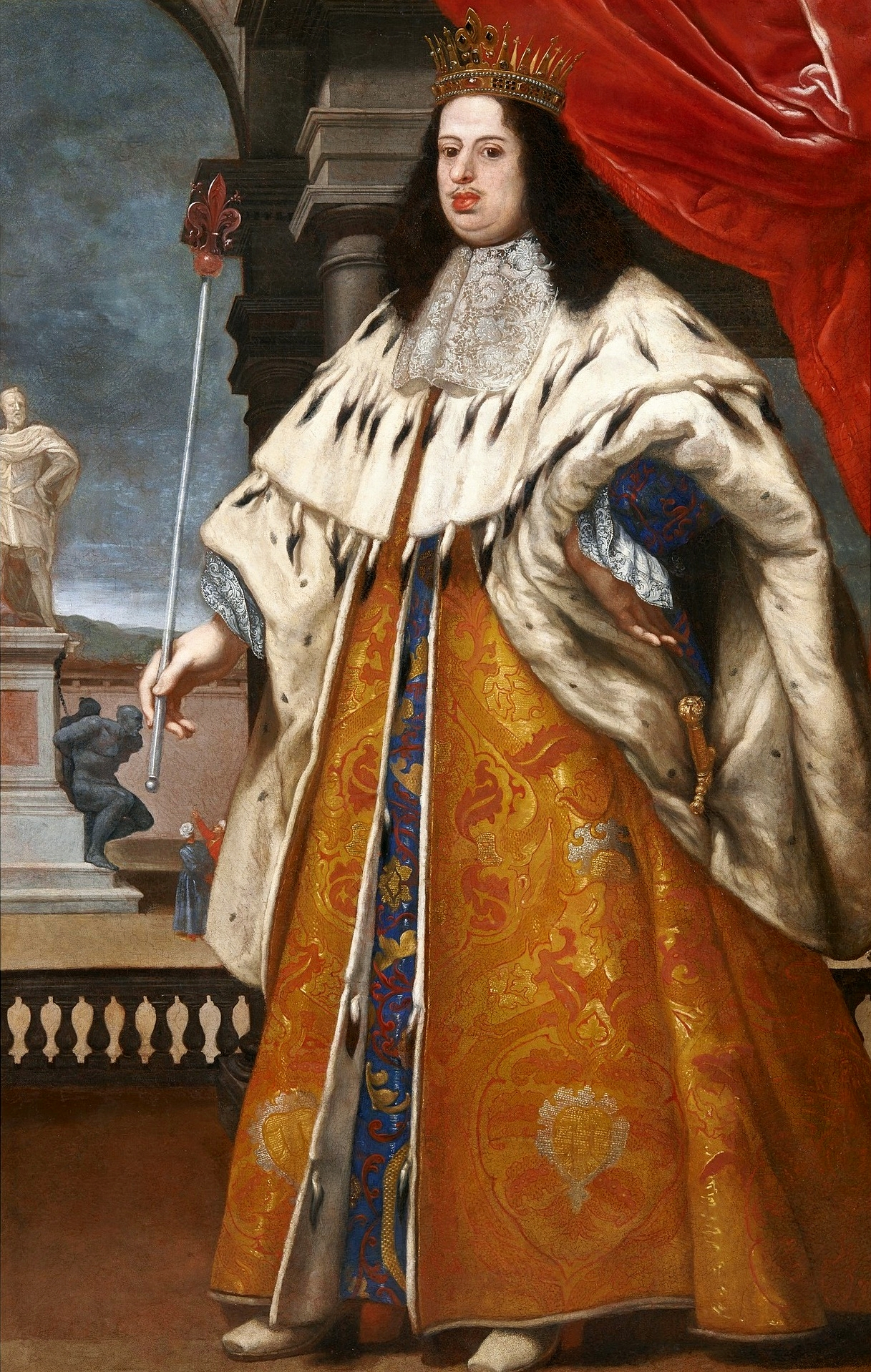
Cosimo III, trong trang phục Đại công tước

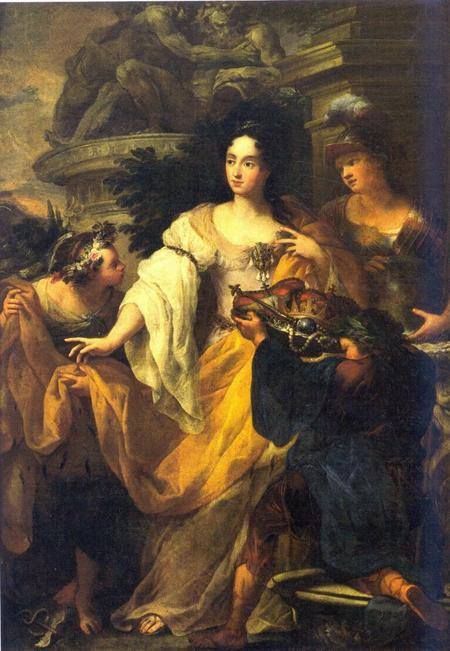
Anna Maria Luisa de' Medici, người cuối cùng của dòng dõi Đại công tước, trong Minerva, Merkur und Plutus huldigen der Kurfürstin Anna Maria Luisa de' Medici (Minerva, Mercury và Pluto bày tỏ lòng kính trọng đối với Tuyển hầu tước phu nhân Anna Maria Luisa de' Medici) sau Antonio Bellucci, 1706

Cosimo III kết hôn với Marguerite Louise của Orléans, cháu gái của Henri IV của Pháp và Maria de' Medici. Là một cặp đôi cực kỳ không hoà thuận, sự kết hợp này đã sinh ra 3 người con, đặc biệt là Anna Maria Luisa de' Medici, Tuyển hầu phu nhân xứ Palatine, và Đại công tước cuối cùng của xứ Toscana là Gian Gastone de' Medici.
Johann Wilhelm, Tuyển hầu xứ Palatine, chồng của Anna Maria Luisa de' Medici, đã trưng dụng thành công phẩm giá Royal Highness từ Đại công tước và gia đình ông vào năm 1691, mặc dù thực tế là họ không có quyền sở hữu bất kỳ vương quốc nào. Cosimo thường xuyên trả cho Hoàng đế La Mã Thần thánh, lãnh chúa phong kiến trên danh nghĩa của ông, những khoản phí cắt cổ, và ông đã gửi đạn dược cho hoàng đế trong Trận Viên.
Nhà Medici thiếu người thừa kế nam giới, và đến năm 1705, ngân khố của đại công tước gần như bị phá sản. So với thế kỷ XVII, dân số Florence giảm 50% và dân số của đại công quốc nói chung giảm khoảng 40%. Cosimo cố gắng hết sức để đạt được một thỏa thuận với các cường quốc châu Âu, nhưng địa vị pháp lý của Toscaba rất phức tạp: khu vực của đại công quốc trước đây bao gồm Cộng hòa Siena về mặt kỹ thuật là một thái ấp của Tây Ban Nha, trong khi lãnh thổ của Cộng hòa Florence cũ được cho là nằm dưới sự thống trị của Đế chế La Mã Thần thánh. Sau cái chết của con trai đầu lòng, Cosimo đã dự tính khôi phục nền cộng hòa Florence, sau cái chết của Anna Maria Luisa, hoặc của chính ông, nếu ông qua đời trước cô. Việc khôi phục nền cộng hòa sẽ đòi hỏi phải giao Siena cho Đế chế La Mã Thần thánh, nhưng bất chấp điều đó, nó đã được chính phủ của ông tán thành kịch liệt. Châu Âu phần lớn phớt lờ kế hoạch của Cosimo. Chỉ có Vương quốc Anh và Cộng hòa Hà Lan đưa ra bất kỳ sự tin cậy nào đối với nó, và kế hoạch cuối cùng đã thất bại cùng với Cosimo III vào năm 1723.
Vào ngày 4 tháng 4 năm 1718, Anh, Pháp và Cộng hòa Hà Lan (sau này là Áo) đã chọn Vương tử Carlos của Tây Ban Nha, con cả của Elisabeth Farnese và Felipe V của Tây Ban Nha, làm người thừa kế Toscana. Đến năm 1722, Tuyển hầu phu nhân thậm chí còn không được thừa nhận là nữ thừa kế, và Cosimo chỉ có thể làm khán giả tại các cuộc hội nghị về tương lai của Toscana. Vào ngày 25 tháng 10 năm 1723, sáu ngày trước khi qua đời, Đại công tước Cosimo phổ biến một tuyên bố cuối cùng ra lệnh rằng Toscana phải độc lập: Anna Maria Luisa sẽ kế vị ngai vàng sau Gian Gastone, và đại công tước có quyền lựa chọn người kế vị. Tuy nhiên, những phần này trong lời tuyên bố của ông đã hoàn toàn bị bỏ qua và ông qua đời vài ngày sau đó.
Gian Gastone coi thường Tuyển hầu phu nhân vì đã dàn dựng cuộc hôn nhân thảm khốc của ông với Anna Maria Franziska xứ Sachsen-Lauenburg; trong khi cô ghê tởm các chính sách tự do của em trai mình, thì ông lại bãi bỏ tất cả các đạo luật bài Do Thái của cha mình. Gian Gastone thích thú khi làm chị mình khó chịu. Vào ngày 25 tháng 10 năm 1731, một đội quân Tây Ban Nha thay mặt Don Carlos chiếm đóng Florence, người đã đi bằng thuyền và cập cảng ở Toscana vào tháng 12 cùng năm. Ruspanti, đoàn tùy tùng già nua của Gian Gastone, không ưa gì Tuyển hầu phu nhân. Nữ công tước Violante xứ Bayern, chị dâu của Gian Gastone, đã cố gắng đưa đại công tước ra khỏi phạm vi ảnh hưởng của Ruspanti bằng cách tổ chức các bữa tiệc. Cách cư xử của ông trong các bữa tiệc kém vương giả; ông thường nôn liên tục vào khăn ăn, ợ hơi và chiêu đãi những người có mặt bằng những trò đùa không phù hợp với xã hội đương thời. Sau khi bị bong gân mắt cá chân vào năm 1731, ông phải nằm liệt giường trong suốt quãng đời còn lại. Chiếc giường thường xuyên có mùi phân, thỉnh thoảng được Violante dọn dẹp.
Năm 1736, sau Chiến tranh Kế vị Ba Lan, Don Carlos bị tước quyền thừa kế Toscana, và Công tước Francis III xứ Lorraine được phong làm người thừa kế. Vào tháng 1 năm 1737, quân Tây Ban Nha rút khỏi Toscana và được thay thế bởi quân Áo.
Gian Gastone qua đời vào ngày 9 tháng 7 năm 1737, được bao quanh bởi các giám mục và chị gái của ông. Anna Maria Luisa được Thân vương de Craon đề nghị làm nhiếp chính trên danh nghĩa cho đến khi đại công tước mới có thể đến Toscana, nhưng đã từ chối. Sau cái chết của em trai, cô nhận được tất cả tài sản của Nhà Medici.
Anna Maria Luisa đã ký Patto di Famiglia ("hiệp ước gia đình") vào ngày 31 tháng 10 năm 1737. Hợp tác với Hoàng đế La Mã Thần thánh và Đại công tước Francis xứ Lorraine, bà để lại di chúc hiến tặng toàn bộ tài sản cá nhân của Nhà Medici cho nhà nước Toscana, với điều kiện là không được đưa ra khỏi Florence.
"Lorrainers", cách gọi của lực lượng chiếm đóng, bị dân chúng ghê tởm, nhưng nhiếp chính vương là Thân vương de Craon, đã cho phép Tuyển hầu phu nhân sống bình yên trong Palazzo Pitti. Bà bận rộn với việc tài trợ và giám sát việc xây dựng Vương cung thánh đường San Lorenzo, Florence, được khởi công vào năm 1604 bởi Đại công tước Ferdinando I, với chi phí là 1.000 crown mỗi tuần.
Tuyển hầu phu nhân đã quyên góp phần lớn tài sản của mình cho tổ chức từ thiện: 4.000 bảng Anh mỗi tháng. Vào ngày 19 tháng 2 năm 1743, bà qua đời, và dòng dõi đại công tước của Nhà Medici chính thức tuyệt tự. Người dân Florence đã đau buồn, và bà được an táng trong hầm mộ mà bà đã giúp hoàn thành, Vương cung Thánh đường San Lorenzo.
Sự diệt vong của triều đại Medici dẫn đến sự lên ngôi vào năm 1737 của Francis Stephen, Công tước xứ Lorraine và là chồng của Maria Theresia của Áo, dẫn đến việc Toscana tạm thời được đưa vào lãnh thổ của Vương quyền Áo của Vương tộc Habsburg. Dòng dõi của các Thân vương xứ Ottajano, một nhánh còn tồn tại của Nhà Medici, những người đủ điều kiện thừa kế Đại công quốc Toscana khi người đàn ông cuối cùng của nhánh cao cấp qua đời vào năm 1737, có thể tiếp tục là chủ quyền của Nhà Medici nhưng vì sự can thiệp của các cường quốc lớn của châu Âu, đã đưa Đại công quốc cho Nhà Lorraine.
Kết quả là, Đại công quốc Toscana trở thành tài sản thứ yếu của Vương tộc Habsburg-Lorraine. Đại công tước đầu tiên của triều đại mới, Francis I, là chắt của Francesco I de' Medici, do đó ông đã tiếp tục Vương triều Medici thông qua dòng dõi nữ giới. Nhà Habsburg bị phế truất để ủng hộ Nhà Bourbon-Parma vào năm 1801 (chính họ cũng bị phế truất vào năm 1807), nhưng sau đó được phục hồi tại Đại hội Viên. Toscana trở thành một tỉnh của Vương quốc Ý vào năm 1861. Tuy nhiên, một số nhánh còn tồn tại của Nhà Medici vẫn tồn tại, bao gồm các Thân vương xứ Ottajano, Medici Tornaquinci, và các Bá tước Verona Medici xứ Caprara và Gavardo. (xem cây gia phả Medici)

## Di sản

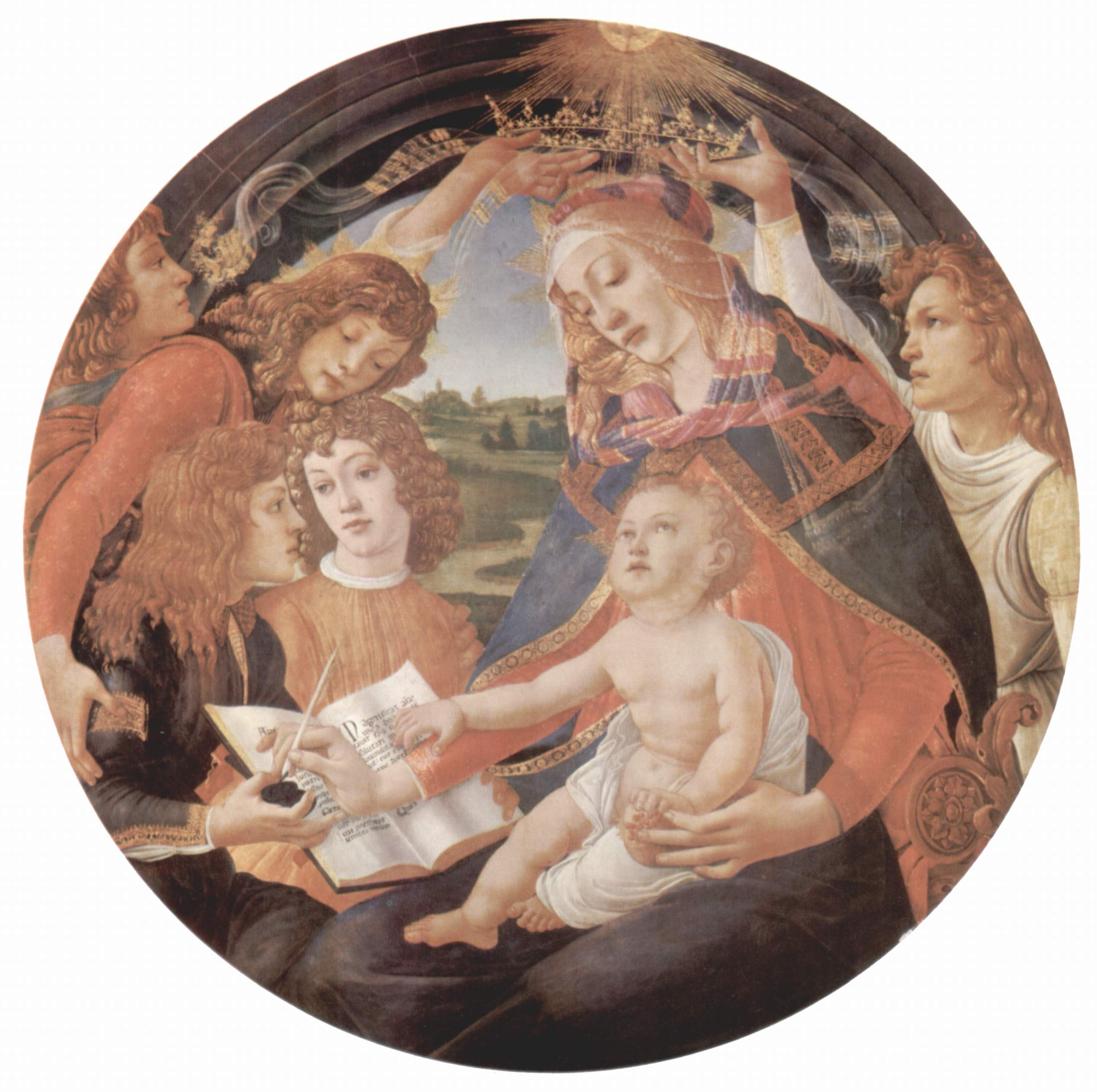
Gia đình Piero de' Medici được miêu tả bởi Sandro Botticelli trong Madonna del Magnificat (khoảng 1483-1485).

Thành tựu lớn nhất của Medici là tài trợ cho nghệ thuật và kiến trúc, chủ yếu là nghệ thuật và kiến trúc thời kỳ Phục Hưng sớm và Thượng Phục Hưng. Nhà Medici chịu trách nhiệm về phần lớn các tác phẩm nghệ thuật lớn của Florentine được tạo ra trong thời kỳ cai trị của họ. Sự hỗ trợ của họ rất quan trọng vì các nghệ sĩ thường chỉ bắt đầu thực hiện dự án của họ sau khi họ đã nhận được tiền tài trợ. Giovanni di Bicci de' Medici, người bảo trợ nghệ thuật đầu tiên trong gia tộc Medici, đã hỗ trợ Masaccio và ủy quyền cho Filippo Brunelleschi tái thiết Vương cung thánh đường San Lorenzo, Florence vào năm 1419. Các cộng sự nghệ thuật đáng chú ý của Cosimo Trưởng lão là Donatello và Fra Angelico. Trong những năm sau đó, người được bảo trợ quan trọng nhất của gia đình Medici là Michelangelo Buonarroti (1475–1564), người đã tạo ra tác phẩm cho một số thành viên trong gia đình, bắt đầu với Lorenzo Vĩ đại, người được cho là cực kỳ yêu thích chàng trai trẻ Michelangelo và đã mời anh ta để nghiên cứu bộ sưu tập điêu khắc cổ của gia đình. Lorenzo cũng từng là người bảo trợ cho Leonardo da Vinci (1452–1519) trong 7 năm. Thật vậy, Lorenzo là một nghệ sĩ theo đúng nghĩa của mình và là tác giả của thơ ca; Sự ủng hộ của ông đối với nghệ thuật và văn học được coi là điểm nhấn trong sự bảo trợ của Nhà Medici.

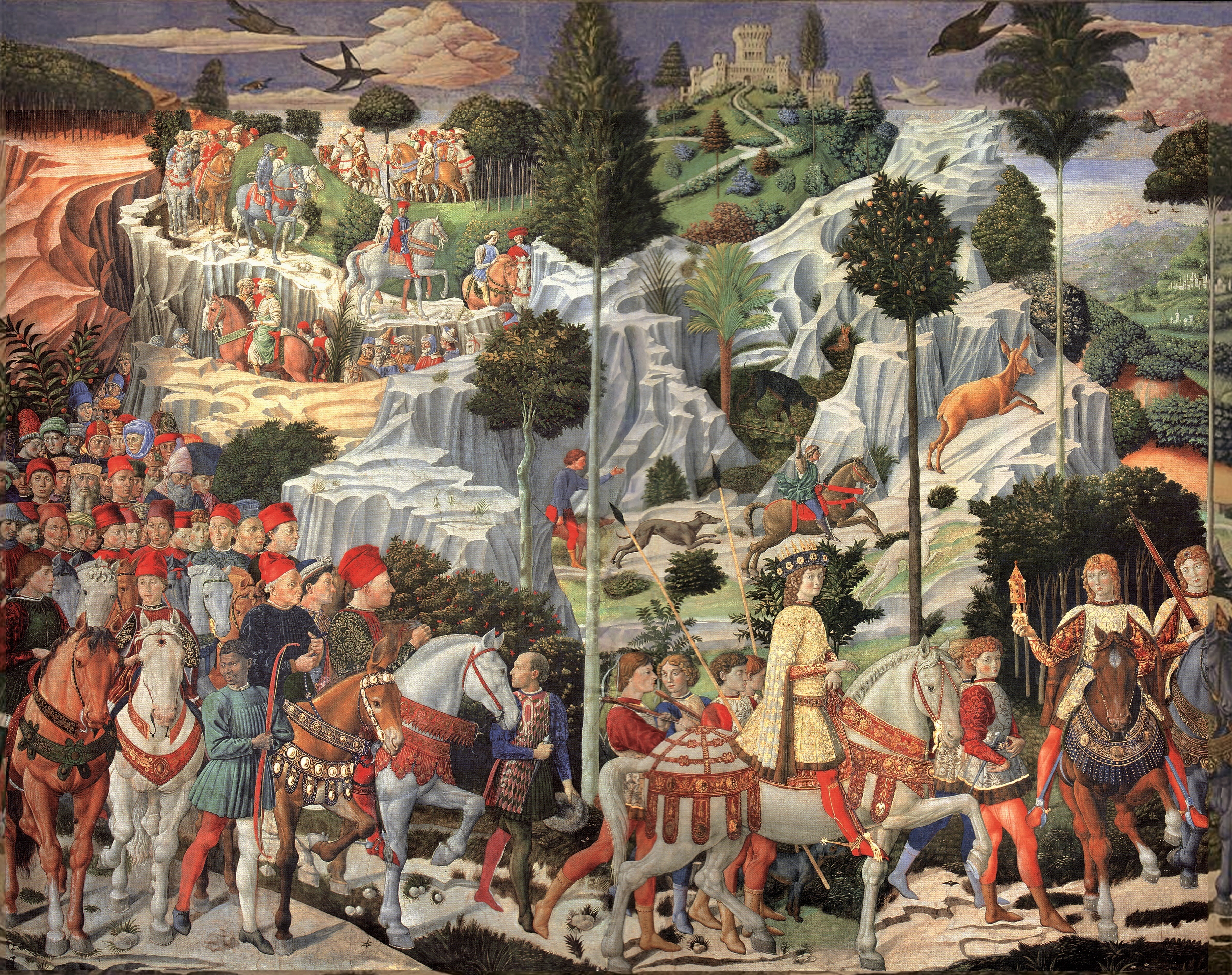
Theo ngụ ngôn, các thành viên gia đình Medici được xếp vào đoàn tùy tùng của một vị vua từ Ba nhà thông thái ở vùng nông thôn Toscan trong bức bích họa Benozzo Gozzoli (khoảng năm 1459).

Sau cái chết của Lorenzo, giáo sĩ thuần túy Dominican Girolamo Savonarola đã trở nên nổi tiếng, cảnh báo người dân Florentine về sự xa hoa quá mức. Dưới sự lãnh đạo cuồng tín của Savonarola, nhiều công trình vĩ đại đã bị “tự nguyện” phá hủy trong phong trào falò delle vanità (ngày 7 tháng 2 năm 1497). Năm sau, vào ngày 23 tháng 5 năm 1498, Savonarola và hai người ủng hộ trẻ tuổi bị thiêu trên cọc ở Piazza della Signoria. Ngoài tiền bảo trợ cho nghệ thuật và kiến trúc, gia đình Medici còn là những nhà sưu tập tài ba và ngày nay việc mua lại của họ tạo thành cốt lõi của bảo tàng Uffizi ở Florence. Về kiến trúc, Medici chịu trách nhiệm về một số đặc điểm đáng chú ý của Florence, bao gồm Phòng trưng bày Uffizi, Vườn Boboli, Belvedere, Nhà nguyện Medici và Palazzo Medici.
Sau đó, tại Rome, các giáo hoàng xuất thân từ Nhà Medici tiếp tục truyền thống gia đình bảo trợ các nghệ sĩ ở Rome. Giáo hoàng Leo X chủ yếu ủy thác các tác phẩm từ Raphael, trong khi Giáo hoàng Clement VII ủy quyền cho Michelangelo vẽ bức tường bàn thờ của Nhà nguyện Sistine ngay trước khi giáo hoàng qua đời vào năm 1534. Eleanor xứ Toledo, Thân vương nữ người Tây Ban Nha và vợ của Cosimo I Đại đế, đã mua Cung điện Pitti từ Buonaccorso Pitti vào năm 1550. Cosimo đến lượt bảo trợ cho Giorgio Vasari, người đã xây dựng Phòng trưng bày Uffizi vào năm 1560 và thành lập Accademia delle Arti del Disegno – ("Học viện Nghệ thuật Vẽ") năm 1563. Marie de' Medici, góa phụ của vua Henri IV của Pháp và mẹ của Louis XIII, là chủ đề của một loạt bức hoạ được ủy quyền gọi là Marie de' Medici cycle, được vẽ cho Cung điện Luxembourg bởi họa sĩ cung đình Peter Paul Rubens vào năm 1622–23.
Mặc dù bản thân Nhà Medici không ai là nhà khoa học, nhưng gia đình này nổi tiếng là người bảo trợ của Galileo Galilei nổi tiếng, người đã dạy kèm cho nhiều thế hệ trẻ em Nhà Medici và là người đứng đầu quan trọng trong hành trình tìm kiếm quyền lực của người bảo trợ. Sự bảo trợ của Galileo cuối cùng đã bị Ferdinando II từ bỏ khi Tòa án dị giáo Rôma buộc tội Galileo là dị giáo. Tuy nhiên, gia đình Medici đã cung cấp cho nhà khoa học một nơi trú ẩn an toàn trong nhiều năm. Galileo đặt tên bốn mặt trăng lớn nhất của Sao Mộc theo tên bốn đứa trẻ nhà Medici mà ông dạy kèm, mặc dù những cái tên mà Galileo sử dụng không phải là những cái tên hiện đang được sử dụng.

## Cây gia tộc
Bảng bên dưới thể hiện nguồn gốc gia tộc Medici:
|                     |                     |                     |                     |                     |                     |                   |                   |                    |                    |                    |                    |                    |                    |                   |                   |                      |                      |                       |                       |                         |                         |                         |                         |                         |                         |                       |                       |                              |                              |                              |                              |                              |                              |                           |                           |                                  |                                  |                                  |                                  |                                  |                                  |                          |                          |                       |                       |                     |                     | Medico di Potrone *1046 ? †1102    |                         |                         |                         |                         |                         |                       |                       |                       |                       |                       |                       |                       |                       |                        |                        |                        |                        |                        |                        |                     |                     |                     |                     |                     |                     |                  |                  |                  |                  |  |  |  |  |  |  |  |  |  |  |  |  |  |  |  |  |  |  |  |  |  |  |  |  |  |  |  |  |  |  |  |  |  |  |  |  |  |  |  |  |  |  |  |  |  |  |  |  |  |  |  |  |  |  |  |  |  |  |  |  |  |  |  |  |  |  |
|                     |                     |                     |                     |                     |                     |                   |                   |                    |                    |                    |                    |                    |                    |                   |                   |                      |                      |                       |                       |                         |                         |                         |                         |                         |                         |                       |                       |                              |                              |                              |                              |                              |                              |                           |                           |                                  |                                  |                                  |                                  |                                  |                                  |                          |                          |                       |                       |                     |                     |                                    |                         |                         |                         |                         |                         |                       |                       |                       |                       |                       |                       |                       |                       |                        |                        |                        |                        |                        |                        |                     |                     |                     |                     |                     |                     |                  |                  |                  |                  |  |  |  |  |  |  |  |  |  |  |  |  |  |  |  |  |  |  |  |  |  |  |  |  |  |  |  |  |  |  |  |  |  |  |  |  |  |  |  |  |  |  |  |  |  |  |  |  |  |  |  |  |  |  |  |  |  |  |  |  |  |  |  |  |  |  |
|                     |                     |                     |                     |                     |                     |                   |                   |                    |                    |                    |                    |                    |                    |                   |                   |                      |                      |                       |                       |                         |                         |                         |                         |                         |                         |                       |                       |                              |                              |                              |                              |                              |                              |                           |                           |                                  |                                  |                                  |                                  |                                  |                                  |                          |                          |                       |                       |                     |                     | Bono *1069 ? †1123                 |                         |                         |                         |                         |                         |                       |                       |                       |                       |                       |                       |                       |                       |                        |                        |                        |                        |                        |                        |                     |                     |                     |                     |                     |                     |                  |                  |                  |                  |  |  |  |  |  |  |  |  |  |  |  |  |  |  |  |  |  |  |  |  |  |  |  |  |  |  |  |  |  |  |  |  |  |  |  |  |  |  |  |  |  |  |  |  |  |  |  |  |  |  |  |  |  |  |  |  |  |  |  |  |  |  |  |  |  |  |
|                     |                     |                     |                     |                     |                     |                   |                   |                    |                    |                    |                    |                    |                    |                   |                   |                      |                      |                       |                       |                         |                         |                         |                         |                         |                         |                       |                       |                              |                              |                              |                              |                              |                              |                           |                           |                                  |                                  |                                  |                                  |                                  |                                  |                          |                          |                       |                       |                     |                     |                                    |                         |                         |                         |                         |                         |                       |                       |                       |                       |                       |                       |                       |                       |                        |                        |                        |                        |                        |                        |                     |                     |                     |                     |                     |                     |                  |                  |                  |                  |  |  |  |  |  |  |  |  |  |  |  |  |  |  |  |  |  |  |  |  |  |  |  |  |  |  |  |  |  |  |  |  |  |  |  |  |  |  |  |  |  |  |  |  |  |  |  |  |  |  |  |  |  |  |  |  |  |  |  |  |  |  |  |  |  |  |
|                     |                     |                     |                     |                     |                     |                   |                   |                    |                    |                    |                    |                    |                    |                   |                   |                      |                      |                       |                       |                         |                         |                         |                         |                         |                         |                       |                       |                              |                              |                              |                              |                              |                              |                           |                           |                                  |                                  |                                  |                                  |                                  |                                  |                          |                          |                       |                       |                     |                     | Bernardo *1099 ? †1147             |                         |                         |                         |                         |                         |                       |                       |                       |                       |                       |                       |                       |                       |                        |                        |                        |                        |                        |                        |                     |                     |                     |                     |                     |                     |                  |                  |                  |                  |  |  |  |  |  |  |  |  |  |  |  |  |  |  |  |  |  |  |  |  |  |  |  |  |  |  |  |  |  |  |  |  |  |  |  |  |  |  |  |  |  |  |  |  |  |  |  |  |  |  |  |  |  |  |  |  |  |  |  |  |  |  |  |  |  |  |
|                     |                     |                     |                     |                     |                     |                   |                   |                    |                    |                    |                    |                    |                    |                   |                   |                      |                      |                       |                       |                         |                         |                         |                         |                         |                         |                       |                       |                              |                              |                              |                              |                              |                              |                           |                           |                                  |                                  |                                  |                                  |                                  |                                  |                          |                          |                       |                       |                     |                     |                                    |                         |                         |                         |                         |                         |                       |                       |                       |                       |                       |                       |                       |                       |                        |                        |                        |                        |                        |                        |                     |                     |                     |                     |                     |                     |                  |                  |                  |                  |  |  |  |  |  |  |  |  |  |  |  |  |  |  |  |  |  |  |  |  |  |  |  |  |  |  |  |  |  |  |  |  |  |  |  |  |  |  |  |  |  |  |  |  |  |  |  |  |  |  |  |  |  |  |  |  |  |  |  |  |  |  |  |  |  |  |
|                     |                     |                     |                     |                     |                     |                   |                   |                    |                    |                    |                    |                    |                    |                   |                   |                      |                      |                       |                       |                         |                         |                         |                         |                         |                         |                       |                       |                              |                              |                              |                              |                              |                              |                           |                           |                                  |                                  |                                  |                                  |                                  |                                  |                          |                          |                       |                       |                     |                     | Giambuono de' Medici *1131 ? †1192 |                         |                         |                         |                         |                         |                       |                       |                       |                       |                       |                       |                       |                       |                        |                        |                        |                        |                        |                        |                     |                     |                     |                     |                     |                     |                  |                  |                  |                  |  |  |  |  |  |  |  |  |  |  |  |  |  |  |  |  |  |  |  |  |  |  |  |  |  |  |  |  |  |  |  |  |  |  |  |  |  |  |  |  |  |  |  |  |  |  |  |  |  |  |  |  |  |  |  |  |  |  |  |  |  |  |  |  |  |  |
|                     |                     |                     |                     |                     |                     |                   |                   |                    |                    |                    |                    |                    |                    |                   |                   |                      |                      |                       |                       |                         |                         |                         |                         |                         |                         |                       |                       |                              |                              |                              |                              |                              |                              |                           |                           |                                  |                                  |                                  |                                  |                                  |                                  |                          |                          |                       |                       |                     |                     |                                    |                         |                         |                         |                         |                         |                       |                       |                       |                       |                       |                       |                       |                       |                        |                        |                        |                        |                        |                        |                     |                     |                     |                     |                     |                     |                  |                  |                  |                  |  |  |  |  |  |  |  |  |  |  |  |  |  |  |  |  |  |  |  |  |  |  |  |  |  |  |  |  |  |  |  |  |  |  |  |  |  |  |  |  |  |  |  |  |  |  |  |  |  |  |  |  |  |  |  |  |  |  |  |  |  |  |  |  |  |  |
|                     |                     |                     |                     |                     |                     |                   |                   |                    |                    |                    |                    |                    |                    |                   |                   |                      |                      |                       |                       |                         |                         |                         |                         |                         |                         |                       |                       |                              |                              |                              |                              |                              |                              |                           |                           |                                  |                                  |                                  |                                  |                                  |                                  |                          |                          |                       |                       |                     |                     |                                    |                         |                         |                         |                         |                         |                       |                       |                       |                       |                       |                       |                       |                       |                        |                        |                        |                        |                        |                        |                     |                     |                     |                     |                     |                     |                  |                  |                  |                  |  |  |  |  |  |  |  |  |  |  |  |  |  |  |  |  |  |  |  |  |  |  |  |  |  |  |  |  |  |  |  |  |  |  |  |  |  |  |  |  |  |  |  |  |  |  |  |  |  |  |  |  |  |  |  |  |  |  |  |  |  |  |  |  |  |  |
|                     |                     |                     |                     |                     |                     |                   |                   |                    |                    |                    |                    |                    |                    |                   |                   |                      |                      |                       |                       |                         |                         |                         |                         |                         |                         |                       |                       |                              |                              |                              |                              |                              |                              | Chiarissimo *1167 ? †1210 | Chiarissimo *1167 ? †1210 | Chiarissimo *1167 ? †1210        | Chiarissimo *1167 ? †1210        | Chiarissimo *1167 ? †1210        | Chiarissimo *1167 ? †1210        |                                  |                                  |                          |                          |                       |                       |                     |                     |                                    |                         |                         |                         |                         |                         |                       |                       |                       |                       |                       |                       |                       |                       |                        |                        | Bonagiunta *? †1226    | Bonagiunta *? †1226    | Bonagiunta *? †1226    | Bonagiunta *? †1226    | Bonagiunta *? †1226 | Bonagiunta *? †1226 |                     |                     |                     |                     |                  |                  |                  |                  |  |  |  |  |  |  |  |  |  |  |  |  |  |  |  |  |  |  |  |  |  |  |  |  |  |  |  |  |  |  |  |  |  |  |  |  |  |  |  |  |  |  |  |  |  |  |  |  |  |  |  |  |  |  |  |  |  |  |  |  |  |  |  |  |  |  |
|                     |                     |                     |                     |                     |                     |                   |                   |                    |                    |                    |                    |                    |                    |                   |                   |                      |                      |                       |                       |                         |                         |                         |                         |                         |                         |                       |                       |                              |                              |                              |                              |                              |                              | Chiarissimo *1167 ? †1210 | Chiarissimo *1167 ? †1210 | Chiarissimo *1167 ? †1210        | Chiarissimo *1167 ? †1210        | Chiarissimo *1167 ? †1210        | Chiarissimo *1167 ? †1210        |                                  |                                  |                          |                          |                       |                       |                     |                     |                                    |                         |                         |                         |                         |                         |                       |                       |                       |                       |                       |                       |                       |                       |                        |                        | Bonagiunta *? †1226    | Bonagiunta *? †1226    | Bonagiunta *? †1226    | Bonagiunta *? †1226    | Bonagiunta *? †1226 | Bonagiunta *? †1226 |                     |                     |                     |                     |                  |                  |                  |                  |  |  |  |  |  |  |  |  |  |  |  |  |  |  |  |  |  |  |  |  |  |  |  |  |  |  |  |  |  |  |  |  |  |  |  |  |  |  |  |  |  |  |  |  |  |  |  |  |  |  |  |  |  |  |  |  |  |  |  |  |  |  |  |  |  |  |
|                     |                     |                     |                     |                     |                     |                   |                   |                    |                    |                    |                    |                    |                    |                   |                   |                      |                      |                       |                       |                         |                         |                         |                         |                         |                         |                       |                       |                              |                              |                              |                              |                              |                              |                           |                           |                                  |                                  |                                  |                                  |                                  |                                  |                          |                          |                       |                       |                     |                     |                                    |                         |                         |                         |                         |                         |                       |                       |                       |                       |                       |                       |                       |                       |                        |                        |                        |                        |                        |                        |                     |                     |                     |                     |                     |                     |                  |                  |                  |                  |  |  |  |  |  |  |  |  |  |  |  |  |  |  |  |  |  |  |  |  |  |  |  |  |  |  |  |  |  |  |  |  |  |  |  |  |  |  |  |  |  |  |  |  |  |  |  |  |  |  |  |  |  |  |  |  |  |  |  |  |  |  |  |  |  |  |
|                     |                     |                     |                     |                     |                     |                   |                   |                    |                    |                    |                    |                    |                    |                   |                   |                      |                      |                       |                       |                         |                         |                         |                         |                         |                         |                       |                       |                              |                              |                              |                              |                              |                              | Filippo *? †?             | Filippo *? †?             | Filippo *? †?                    | Filippo *? †?                    | Filippo *? †?                    | Filippo *? †?                    |                                  |                                  |                          |                          |                       |                       |                     |                     |                                    |                         |                         |                         |                         |                         |                       |                       |                       |                       |                       |                       | Ugo *? †?             | Ugo *? †?             | Ugo *? †?              | Ugo *? †?              | Ugo *? †?              | Ugo *? †?              |                        |                        | Galgano *? †?       | Galgano *? †?       | Galgano *? †?       | Galgano *? †?       | Galgano *? †?       | Galgano *? †?       |                  |                  |                  |                  |  |  |  |  |  |  |  |  |  |  |  |  |  |  |  |  |  |  |  |  |  |  |  |  |  |  |  |  |  |  |  |  |  |  |  |  |  |  |  |  |  |  |  |  |  |  |  |  |  |  |  |  |  |  |  |  |  |  |  |  |  |  |  |  |  |  |
|                     |                     |                     |                     |                     |                     |                   |                   |                    |                    |                    |                    |                    |                    |                   |                   |                      |                      |                       |                       |                         |                         |                         |                         |                         |                         |                       |                       |                              |                              |                              |                              |                              |                              | Filippo *? †?             | Filippo *? †?             | Filippo *? †?                    | Filippo *? †?                    | Filippo *? †?                    | Filippo *? †?                    |                                  |                                  |                          |                          |                       |                       |                     |                     |                                    |                         |                         |                         |                         |                         |                       |                       |                       |                       |                       |                       | Ugo *? †?             | Ugo *? †?             | Ugo *? †?              | Ugo *? †?              | Ugo *? †?              | Ugo *? †?              |                        |                        | Galgano *? †?       | Galgano *? †?       | Galgano *? †?       | Galgano *? †?       | Galgano *? †?       | Galgano *? †?       |                  |                  |                  |                  |  |  |  |  |  |  |  |  |  |  |  |  |  |  |  |  |  |  |  |  |  |  |  |  |  |  |  |  |  |  |  |  |  |  |  |  |  |  |  |  |  |  |  |  |  |  |  |  |  |  |  |  |  |  |  |  |  |  |  |  |  |  |  |  |  |  |
|                     |                     |                     |                     |                     |                     |                   |                   |                    |                    |                    |                    |                    |                    |                   |                   |                      |                      |                       |                       |                         |                         |                         |                         |                         |                         |                       |                       |                              |                              |                              |                              |                              |                              |                           |                           |                                  |                                  |                                  |                                  |                                  |                                  |                          |                          |                       |                       |                     |                     |                                    |                         |                         |                         |                         |                         |                       |                       |                       |                       |                       |                       |                       |                       |                        |                        |                        |                        |                        |                        |                     |                     |                     |                     |                     |                     |                  |                  |                  |                  |  |  |  |  |  |  |  |  |  |  |  |  |  |  |  |  |  |  |  |  |  |  |  |  |  |  |  |  |  |  |  |  |  |  |  |  |  |  |  |  |  |  |  |  |  |  |  |  |  |  |  |  |  |  |  |  |  |  |  |  |  |  |  |  |  |  |
|                     |                     |                     |                     |                     |                     |                   |                   |                    |                    |                    |                    |                    |                    |                   |                   |                      |                      |                       |                       | Chiarissimo fl. 1253    | Chiarissimo fl. 1253    | Chiarissimo fl. 1253    | Chiarissimo fl. 1253    | Chiarissimo fl. 1253    | Chiarissimo fl. 1253    |                       |                       |                              |                              |                              |                              |                              |                              | Ranieri *? †?             | Ranieri *? †?             | Ranieri *? †?                    | Ranieri *? †?                    | Ranieri *? †?                    | Ranieri *? †?                    |                                  |                                  |                          |                          |                       |                       |                     |                     | Averardo I fl. 1280                | Averardo I fl. 1280     | Averardo I fl. 1280     | Averardo I fl. 1280     | Averardo I fl. 1280     | Averardo I fl. 1280     |                       |                       | Scolaio fl. 1269      | Scolaio fl. 1269      | Scolaio fl. 1269      | Scolaio fl. 1269      | Scolaio fl. 1269      | Scolaio fl. 1269      |                        |                        | Galgano fl. 1269       | Galgano fl. 1269       | Galgano fl. 1269       | Galgano fl. 1269       | Galgano fl. 1269    | Galgano fl. 1269    |                     |                     |                     |                     |                  |                  |                  |                  |  |  |  |  |  |  |  |  |  |  |  |  |  |  |  |  |  |  |  |  |  |  |  |  |  |  |  |  |  |  |  |  |  |  |  |  |  |  |  |  |  |  |  |  |  |  |  |  |  |  |  |  |  |  |  |  |  |  |  |  |  |  |  |  |  |  |
|                     |                     |                     |                     |                     |                     |                   |                   |                    |                    |                    |                    |                    |                    |                   |                   |                      |                      |                       |                       | Chiarissimo fl. 1253    | Chiarissimo fl. 1253    | Chiarissimo fl. 1253    | Chiarissimo fl. 1253    | Chiarissimo fl. 1253    | Chiarissimo fl. 1253    |                       |                       |                              |                              |                              |                              |                              |                              | Ranieri *? †?             | Ranieri *? †?             | Ranieri *? †?                    | Ranieri *? †?                    | Ranieri *? †?                    | Ranieri *? †?                    |                                  |                                  |                          |                          |                       |                       |                     |                     | Averardo I fl. 1280                | Averardo I fl. 1280     | Averardo I fl. 1280     | Averardo I fl. 1280     | Averardo I fl. 1280     | Averardo I fl. 1280     |                       |                       | Scolaio fl. 1269      | Scolaio fl. 1269      | Scolaio fl. 1269      | Scolaio fl. 1269      | Scolaio fl. 1269      | Scolaio fl. 1269      |                        |                        | Galgano fl. 1269       | Galgano fl. 1269       | Galgano fl. 1269       | Galgano fl. 1269       | Galgano fl. 1269    | Galgano fl. 1269    |                     |                     |                     |                     |                  |                  |                  |                  |  |  |  |  |  |  |  |  |  |  |  |  |  |  |  |  |  |  |  |  |  |  |  |  |  |  |  |  |  |  |  |  |  |  |  |  |  |  |  |  |  |  |  |  |  |  |  |  |  |  |  |  |  |  |  |  |  |  |  |  |  |  |  |  |  |  |
|                     |                     |                     |                     |                     |                     |                   |                   |                    |                    |                    |                    |                    |                    |                   |                   |                      |                      |                       |                       |                         |                         |                         |                         |                         |                         |                       |                       |                              |                              |                              |                              |                              |                              |                           |                           |                                  |                                  |                                  |                                  |                                  |                                  |                          |                          |                       |                       |                     |                     |                                    |                         |                         |                         |                         |                         |                       |                       |                       |                       |                       |                       |                       |                       |                        |                        |                        |                        |                        |                        |                     |                     |                     |                     |                     |                     |                  |                  |                  |                  |  |  |  |  |  |  |  |  |  |  |  |  |  |  |  |  |  |  |  |  |  |  |  |  |  |  |  |  |  |  |  |  |  |  |  |  |  |  |  |  |  |  |  |  |  |  |  |  |  |  |  |  |  |  |  |  |  |  |  |  |  |  |  |  |  |  |
|                     |                     |                     |                     |                     |                     |                   |                   |                    |                    | Filippo *? †1290   | Filippo *? †1290   | Filippo *? †1290   | Filippo *? †1290   | Filippo *? †1290  | Filippo *? †1290  | Ugolino *? †1301     | Ugolino *? †1301     | Ugolino *? †1301      | Ugolino *? †1301      | Ugolino *? †1301        | Ugolino *? †1301        |                         |                         |                         |                         |                       |                       |                              |                              | Giambuono *1260 †?           | Giambuono *1260 †?           | Giambuono *1260 †?           | Giambuono *1260 †?           | Giambuono *1260 †?        | Giambuono *1260 †?        |                                  |                                  |                                  |                                  |                                  |                                  |                          |                          |                       |                       |                     |                     | Averardo II *1270 †1319            | Averardo II *1270 †1319 | Averardo II *1270 †1319 | Averardo II *1270 †1319 | Averardo II *1270 †1319 | Averardo II *1270 †1319 |                       |                       |                       |                       |                       |                       | Arrigo *? †?          | Arrigo *? †?          | Arrigo *? †?           | Arrigo *? †?           | Arrigo *? †?           | Arrigo *? †?           |                        |                        | Bonagiunta fl. 1278 | Bonagiunta fl. 1278 | Bonagiunta fl. 1278 | Bonagiunta fl. 1278 | Bonagiunta fl. 1278 | Bonagiunta fl. 1278 |                  |                  |                  |                  |  |  |  |  |  |  |  |  |  |  |  |  |  |  |  |  |  |  |  |  |  |  |  |  |  |  |  |  |  |  |  |  |  |  |  |  |  |  |  |  |  |  |  |  |  |  |  |  |  |  |  |  |  |  |  |  |  |  |  |  |  |  |  |  |  |  |
|                     |                     |                     |                     |                     |                     |                   |                   |                    |                    | Filippo *? †1290   | Filippo *? †1290   | Filippo *? †1290   | Filippo *? †1290   | Filippo *? †1290  | Filippo *? †1290  | Ugolino *? †1301     | Ugolino *? †1301     | Ugolino *? †1301      | Ugolino *? †1301      | Ugolino *? †1301        | Ugolino *? †1301        |                         |                         |                         |                         |                       |                       |                              |                              | Giambuono *1260 †?           | Giambuono *1260 †?           | Giambuono *1260 †?           | Giambuono *1260 †?           | Giambuono *1260 †?        | Giambuono *1260 †?        |                                  |                                  |                                  |                                  |                                  |                                  |                          |                          |                       |                       |                     |                     | Averardo II *1270 †1319            | Averardo II *1270 †1319 | Averardo II *1270 †1319 | Averardo II *1270 †1319 | Averardo II *1270 †1319 | Averardo II *1270 †1319 |                       |                       |                       |                       |                       |                       | Arrigo *? †?          | Arrigo *? †?          | Arrigo *? †?           | Arrigo *? †?           | Arrigo *? †?           | Arrigo *? †?           |                        |                        | Bonagiunta fl. 1278 | Bonagiunta fl. 1278 | Bonagiunta fl. 1278 | Bonagiunta fl. 1278 | Bonagiunta fl. 1278 | Bonagiunta fl. 1278 |                  |                  |                  |                  |  |  |  |  |  |  |  |  |  |  |  |  |  |  |  |  |  |  |  |  |  |  |  |  |  |  |  |  |  |  |  |  |  |  |  |  |  |  |  |  |  |  |  |  |  |  |  |  |  |  |  |  |  |  |  |  |  |  |  |  |  |  |  |  |  |  |
|                     |                     |                     |                     |                     |                     |                   |                   |                    |                    |                    |                    |                    |                    |                   |                   |                      |                      |                       |                       |                         |                         |                         |                         |                         |                         |                       |                       |                              |                              |                              |                              |                              |                              |                           |                           |                                  |                                  |                                  |                                  |                                  |                                  |                          |                          |                       |                       |                     |                     |                                    |                         |                         |                         |                         |                         |                       |                       |                       |                       |                       |                       |                       |                       |                        |                        |                        |                        |                        |                        |                     |                     |                     |                     |                     |                     |                  |                  |                  |                  |  |  |  |  |  |  |  |  |  |  |  |  |  |  |  |  |  |  |  |  |  |  |  |  |  |  |  |  |  |  |  |  |  |  |  |  |  |  |  |  |  |  |  |  |  |  |  |  |  |  |  |  |  |  |  |  |  |  |  |  |  |  |  |  |  |  |
| Arrigo *? †1348     | Arrigo *? †1348     | Arrigo *? †1348     | Arrigo *? †1348     | Arrigo *? †1348     | Arrigo *? †1348     | Bonino fl. 1312   | Bonino fl. 1312   | Bonino fl. 1312    | Bonino fl. 1312    | Bonino fl. 1312    | Bonino fl. 1312    |                    |                    | Cambio *? †~1356  | Cambio *? †~1356  | Cambio *? †~1356     | Cambio *? †~1356     | Cambio *? †~1356      | Cambio *? †~1356      | Alamanno *? †1355       | Alamanno *? †1355       | Alamanno *? †1355       | Alamanno *? †1355       | Alamanno *? †1355       | Alamanno *? †1355       | Bernardo fl. 1322     | Bernardo fl. 1322     | Bernardo fl. 1322            | Bernardo fl. 1322            | Bernardo fl. 1322            | Bernardo fl. 1322            |                              |                              | Lippo fl. 1306            | Lippo fl. 1306            | Lippo fl. 1306                   | Lippo fl. 1306                   | Lippo fl. 1306                   | Lippo fl. 1306                   | Giovenco *? †1320                | Giovenco *? †1320                | Giovenco *? †1320        | Giovenco *? †1320        | Giovenco *? †1320     | Giovenco *? †1320     |                     |                     |                                    |                         |                         |                         | Conte fl. 1330          | Conte fl. 1330          | Conte fl. 1330        | Conte fl. 1330        | Conte fl. 1330        | Conte fl. 1330        | Salvestro *? †1346    | Salvestro *? †1346    | Salvestro *? †1346    | Salvestro *? †1346    | Salvestro *? †1346     | Salvestro *? †1346     | Guccio *1298 †1315     | Guccio *1298 †1315     | Guccio *1298 †1315     | Guccio *1298 †1315     | Guccio *1298 †1315  | Guccio *1298 †1315  |                     |                     | Ardingo fl. 1343    | Ardingo fl. 1343    | Ardingo fl. 1343 | Ardingo fl. 1343 | Ardingo fl. 1343 | Ardingo fl. 1343 |  |  |  |  |  |  |  |  |  |  |  |  |  |  |  |  |  |  |  |  |  |  |  |  |  |  |  |  |  |  |  |  |  |  |  |  |  |  |  |  |  |  |  |  |  |  |  |  |  |  |  |  |  |  |  |  |  |  |  |  |  |  |  |  |  |  |
| Arrigo *? †1348     | Arrigo *? †1348     | Arrigo *? †1348     | Arrigo *? †1348     | Arrigo *? †1348     | Arrigo *? †1348     | Bonino fl. 1312   | Bonino fl. 1312   | Bonino fl. 1312    | Bonino fl. 1312    | Bonino fl. 1312    | Bonino fl. 1312    |                    |                    | Cambio *? †~1356  | Cambio *? †~1356  | Cambio *? †~1356     | Cambio *? †~1356     | Cambio *? †~1356      | Cambio *? †~1356      | Alamanno *? †1355       | Alamanno *? †1355       | Alamanno *? †1355       | Alamanno *? †1355       | Alamanno *? †1355       | Alamanno *? †1355       | Bernardo fl. 1322     | Bernardo fl. 1322     | Bernardo fl. 1322            | Bernardo fl. 1322            | Bernardo fl. 1322            | Bernardo fl. 1322            |                              |                              | Lippo fl. 1306            | Lippo fl. 1306            | Lippo fl. 1306                   | Lippo fl. 1306                   | Lippo fl. 1306                   | Lippo fl. 1306                   | Giovenco *? †1320                | Giovenco *? †1320                | Giovenco *? †1320        | Giovenco *? †1320        | Giovenco *? †1320     | Giovenco *? †1320     |                     |                     |                                    |                         |                         |                         | Conte fl. 1330          | Conte fl. 1330          | Conte fl. 1330        | Conte fl. 1330        | Conte fl. 1330        | Conte fl. 1330        | Salvestro *? †1346    | Salvestro *? †1346    | Salvestro *? †1346    | Salvestro *? †1346    | Salvestro *? †1346     | Salvestro *? †1346     | Guccio *1298 †1315     | Guccio *1298 †1315     | Guccio *1298 †1315     | Guccio *1298 †1315     | Guccio *1298 †1315  | Guccio *1298 †1315  |                     |                     | Ardingo fl. 1343    | Ardingo fl. 1343    | Ardingo fl. 1343 | Ardingo fl. 1343 | Ardingo fl. 1343 | Ardingo fl. 1343 |  |  |  |  |  |  |  |  |  |  |  |  |  |  |  |  |  |  |  |  |  |  |  |  |  |  |  |  |  |  |  |  |  |  |  |  |  |  |  |  |  |  |  |  |  |  |  |  |  |  |  |  |  |  |  |  |  |  |  |  |  |  |  |  |  |  |
|                     |                     |                     |                     |                     |                     |                   |                   |                    |                    |                    |                    |                    |                    |                   |                   |                      |                      |                       |                       |                         |                         |                         |                         |                         |                         |                       |                       |                              |                              |                              |                              |                              |                              |                           |                           |                                  |                                  |                                  |                                  |                                  |                                  |                          |                          |                       |                       |                     |                     |                                    |                         |                         |                         |                         |                         |                       |                       |                       |                       |                       |                       |                       |                       |                        |                        |                        |                        |                        |                        |                     |                     |                     |                     |                     |                     |                  |                  |                  |                  |  |  |  |  |  |  |  |  |  |  |  |  |  |  |  |  |  |  |  |  |  |  |  |  |  |  |  |  |  |  |  |  |  |  |  |  |  |  |  |  |  |  |  |  |  |  |  |  |  |  |  |  |  |  |  |  |  |  |  |  |  |  |  |  |  |  |
|                     |                     |                     |                     |                     |                     | Bonino di Filippo | Bonino di Filippo | Bonino di Filippo  | Bonino di Filippo  | Bonino di Filippo  | Bonino di Filippo  |                    |                    | Vieri *1323 †1395 | Vieri *1323 †1395 | Vieri *1323 †1395    | Vieri *1323 †1395    | Vieri *1323 †1395     | Vieri *1323 †1395     | Salvestro *1331 ? †1388 | Salvestro *1331 ? †1388 | Salvestro *1331 ? †1388 | Salvestro *1331 ? †1388 | Salvestro *1331 ? †1388 | Salvestro *1331 ? †1388 | Bernardo di Giambuono | Bernardo di Giambuono | Bernardo di Giambuono        | Bernardo di Giambuono        | Bernardo di Giambuono        | Bernardo di Giambuono        | Francesco *? †?              | Francesco *? †?              | Francesco *? †?           | Francesco *? †?           | Francesco *? †?                  | Francesco *? †?                  |                                  |                                  |                                  |                                  |                          |                          |                       |                       | Giuliano I *? †1377 | Giuliano I *? †1377 | Giuliano I *? †1377                | Giuliano I *? †1377     | Giuliano I *? †1377     | Giuliano I *? †1377     | Conte di Averardo       | Conte di Averardo       | Conte di Averardo     | Conte di Averardo     | Conte di Averardo     | Conte di Averardo     | Salvestro di Averardo | Salvestro di Averardo | Salvestro di Averardo | Salvestro di Averardo | Salvestro di Averardo  | Salvestro di Averardo  |                        |                        |                        |                        |                     |                     |                     |                     | Francesco *? †?     | Francesco *? †?     | Francesco *? †?  | Francesco *? †?  | Francesco *? †?  | Francesco *? †?  |  |  |  |  |  |  |  |  |  |  |  |  |  |  |  |  |  |  |  |  |  |  |  |  |  |  |  |  |  |  |  |  |  |  |  |  |  |  |  |  |  |  |  |  |  |  |  |  |  |  |  |  |  |  |  |  |  |  |  |  |  |  |  |  |  |  |
|                     |                     |                     |                     |                     |                     | Bonino di Filippo | Bonino di Filippo | Bonino di Filippo  | Bonino di Filippo  | Bonino di Filippo  | Bonino di Filippo  |                    |                    | Vieri *1323 †1395 | Vieri *1323 †1395 | Vieri *1323 †1395    | Vieri *1323 †1395    | Vieri *1323 †1395     | Vieri *1323 †1395     | Salvestro *1331 ? †1388 | Salvestro *1331 ? †1388 | Salvestro *1331 ? †1388 | Salvestro *1331 ? †1388 | Salvestro *1331 ? †1388 | Salvestro *1331 ? †1388 | Bernardo di Giambuono | Bernardo di Giambuono | Bernardo di Giambuono        | Bernardo di Giambuono        | Bernardo di Giambuono        | Bernardo di Giambuono        | Francesco *? †?              | Francesco *? †?              | Francesco *? †?           | Francesco *? †?           | Francesco *? †?                  | Francesco *? †?                  |                                  |                                  |                                  |                                  |                          |                          |                       |                       | Giuliano I *? †1377 | Giuliano I *? †1377 | Giuliano I *? †1377                | Giuliano I *? †1377     | Giuliano I *? †1377     | Giuliano I *? †1377     | Conte di Averardo       | Conte di Averardo       | Conte di Averardo     | Conte di Averardo     | Conte di Averardo     | Conte di Averardo     | Salvestro di Averardo | Salvestro di Averardo | Salvestro di Averardo | Salvestro di Averardo | Salvestro di Averardo  | Salvestro di Averardo  |                        |                        |                        |                        |                     |                     |                     |                     | Francesco *? †?     | Francesco *? †?     | Francesco *? †?  | Francesco *? †?  | Francesco *? †?  | Francesco *? †?  |  |  |  |  |  |  |  |  |  |  |  |  |  |  |  |  |  |  |  |  |  |  |  |  |  |  |  |  |  |  |  |  |  |  |  |  |  |  |  |  |  |  |  |  |  |  |  |  |  |  |  |  |  |  |  |  |  |  |  |  |  |  |  |  |  |  |
|                     |                     |                     |                     |                     |                     |                   |                   |                    |                    |                    |                    |                    |                    |                   |                   |                      |                      |                       |                       |                         |                         |                         |                         |                         |                         |                       |                       |                              |                              |                              |                              |                              |                              |                           |                           |                                  |                                  |                                  |                                  |                                  |                                  |                          |                          |                       |                       |                     |                     |                                    |                         |                         |                         |                         |                         |                       |                       |                       |                       |                       |                       |                       |                       |                        |                        |                        |                        |                        |                        |                     |                     |                     |                     |                     |                     |                  |                  |                  |                  |  |  |  |  |  |  |  |  |  |  |  |  |  |  |  |  |  |  |  |  |  |  |  |  |  |  |  |  |  |  |  |  |  |  |  |  |  |  |  |  |  |  |  |  |  |  |  |  |  |  |  |  |  |  |  |  |  |  |  |  |  |  |  |  |  |  |
|                     |                     |                     |                     |                     |                     |                   |                   |                    |                    |                    |                    |                    |                    | Vieri di Cambio   | Vieri di Cambio   | Vieri di Cambio      | Vieri di Cambio      | Vieri di Cambio       | Vieri di Cambio       | Salvestro di Alemanno   | Salvestro di Alemanno   | Salvestro di Alemanno   | Salvestro di Alemanno   | Salvestro di Alemanno   | Salvestro di Alemanno   |                       |                       |                              |                              |                              |                              | Francesco di Giovenco        | Francesco di Giovenco        | Francesco di Giovenco     | Francesco di Giovenco     | Francesco di Giovenco            | Francesco di Giovenco            | Antonio *? †?                    | Antonio *? †?                    | Antonio *? †?                    | Antonio *? †?                    | Antonio *? †?            | Antonio *? †?            |                       |                       |                     |                     |                                    |                         |                         |                         |                         |                         |                       |                       |                       |                       |                       |                       |                       |                       | Giuliano II *? †?      | Giuliano II *? †?      | Giuliano II *? †?      | Giuliano II *? †?      | Giuliano II *? †?      | Giuliano II *? †?      |                     |                     |                     |                     | ?                   | ?                   | ?                | ?                | ?                | ?                |  |  |  |  |  |  |  |  |  |  |  |  |  |  |  |  |  |  |  |  |  |  |  |  |  |  |  |  |  |  |  |  |  |  |  |  |  |  |  |  |  |  |  |  |  |  |  |  |  |  |  |  |  |  |  |  |  |  |  |  |  |  |  |  |  |  |
|                     |                     |                     |                     |                     |                     |                   |                   |                    |                    |                    |                    |                    |                    | Vieri di Cambio   | Vieri di Cambio   | Vieri di Cambio      | Vieri di Cambio      | Vieri di Cambio       | Vieri di Cambio       | Salvestro di Alemanno   | Salvestro di Alemanno   | Salvestro di Alemanno   | Salvestro di Alemanno   | Salvestro di Alemanno   | Salvestro di Alemanno   |                       |                       |                              |                              |                              |                              | Francesco di Giovenco        | Francesco di Giovenco        | Francesco di Giovenco     | Francesco di Giovenco     | Francesco di Giovenco            | Francesco di Giovenco            | Antonio *? †?                    | Antonio *? †?                    | Antonio *? †?                    | Antonio *? †?                    | Antonio *? †?            | Antonio *? †?            |                       |                       |                     |                     |                                    |                         |                         |                         |                         |                         |                       |                       |                       |                       |                       |                       |                       |                       | Giuliano II *? †?      | Giuliano II *? †?      | Giuliano II *? †?      | Giuliano II *? †?      | Giuliano II *? †?      | Giuliano II *? †?      |                     |                     |                     |                     | ?                   | ?                   | ?                | ?                | ?                | ?                |  |  |  |  |  |  |  |  |  |  |  |  |  |  |  |  |  |  |  |  |  |  |  |  |  |  |  |  |  |  |  |  |  |  |  |  |  |  |  |  |  |  |  |  |  |  |  |  |  |  |  |  |  |  |  |  |  |  |  |  |  |  |  |  |  |  |
|                     |                     |                     |                     |                     |                     |                   |                   |                    |                    |                    |                    |                    |                    |                   |                   |                      |                      |                       |                       |                         |                         |                         |                         |                         |                         |                       |                       |                              |                              |                              |                              |                              |                              |                           |                           |                                  |                                  |                                  |                                  |                                  |                                  |                          |                          |                       |                       |                     |                     |                                    |                         |                         |                         |                         |                         |                       |                       |                       |                       |                       |                       |                       |                       |                        |                        |                        |                        |                        |                        |                     |                     |                     |                     |                     |                     |                  |                  |                  |                  |  |  |  |  |  |  |  |  |  |  |  |  |  |  |  |  |  |  |  |  |  |  |  |  |  |  |  |  |  |  |  |  |  |  |  |  |  |  |  |  |  |  |  |  |  |  |  |  |  |  |  |  |  |  |  |  |  |  |  |  |  |  |  |  |  |  |
|                     |                     |                     |                     | Giovenco *? †1447   | Giovenco *? †1447   | Giovenco *? †1447 | Giovenco *? †1447 | Giovenco *? †1447  | Giovenco *? †1447  |                    |                    |                    |                    |                   |                   |                      |                      |                       |                       |                         |                         |                         |                         |                         |                         |                       |                       |                              |                              |                              |                              |                              |                              |                           |                           |                                  |                                  | Bernardetto *1393 †1465?         | Bernardetto *1393 †1465?         | Bernardetto *1393 †1465?         | Bernardetto *1393 †1465?         | Bernardetto *1393 †1465? | Bernardetto *1393 †1465? | Giuliano *? †?        | Giuliano *? †?        | Giuliano *? †?      | Giuliano *? †?      | Giuliano *? †?                     | Giuliano *? †?          | Pietro *? †?            | Pietro *? †?            | Pietro *? †?            | Pietro *? †?            | Pietro *? †?          | Pietro *? †?          | Giovanni *? †1475?    | Giovanni *? †1475?    | Giovanni *? †1475?    | Giovanni *? †1475?    | Giovanni *? †1475?    | Giovanni *? †1475?    | Castellina Tornaquinci | Castellina Tornaquinci | Castellina Tornaquinci | Castellina Tornaquinci | Castellina Tornaquinci | Castellina Tornaquinci |                     |                     |                     |                     | Fantino fl. 1426    | Fantino fl. 1426    | Fantino fl. 1426 | Fantino fl. 1426 | Fantino fl. 1426 | Fantino fl. 1426 |  |  |  |  |  |  |  |  |  |  |  |  |  |  |  |  |  |  |  |  |  |  |  |  |  |  |  |  |  |  |  |  |  |  |  |  |  |  |  |  |  |  |  |  |  |  |  |  |  |  |  |  |  |  |  |  |  |  |  |  |  |  |  |  |  |  |
|                     |                     |                     |                     | Giovenco *? †1447   | Giovenco *? †1447   | Giovenco *? †1447 | Giovenco *? †1447 | Giovenco *? †1447  | Giovenco *? †1447  |                    |                    |                    |                    |                   |                   |                      |                      |                       |                       |                         |                         |                         |                         |                         |                         |                       |                       |                              |                              |                              |                              |                              |                              |                           |                           |                                  |                                  | Bernardetto *1393 †1465?         | Bernardetto *1393 †1465?         | Bernardetto *1393 †1465?         | Bernardetto *1393 †1465?         | Bernardetto *1393 †1465? | Bernardetto *1393 †1465? | Giuliano *? †?        | Giuliano *? †?        | Giuliano *? †?      | Giuliano *? †?      | Giuliano *? †?                     | Giuliano *? †?          | Pietro *? †?            | Pietro *? †?            | Pietro *? †?            | Pietro *? †?            | Pietro *? †?          | Pietro *? †?          | Giovanni *? †1475?    | Giovanni *? †1475?    | Giovanni *? †1475?    | Giovanni *? †1475?    | Giovanni *? †1475?    | Giovanni *? †1475?    | Castellina Tornaquinci | Castellina Tornaquinci | Castellina Tornaquinci | Castellina Tornaquinci | Castellina Tornaquinci | Castellina Tornaquinci |                     |                     |                     |                     | Fantino fl. 1426    | Fantino fl. 1426    | Fantino fl. 1426 | Fantino fl. 1426 | Fantino fl. 1426 | Fantino fl. 1426 |  |  |  |  |  |  |  |  |  |  |  |  |  |  |  |  |  |  |  |  |  |  |  |  |  |  |  |  |  |  |  |  |  |  |  |  |  |  |  |  |  |  |  |  |  |  |  |  |  |  |  |  |  |  |  |  |  |  |  |  |  |  |  |  |  |  |
|                     |                     |                     |                     |                     |                     |                   |                   |                    |                    |                    |                    |                    |                    |                   |                   |                      |                      |                       |                       |                         |                         |                         |                         |                         |                         |                       |                       |                              |                              |                              |                              |                              |                              |                           |                           |                                  |                                  |                                  |                                  |                                  |                                  |                          |                          |                       |                       |                     |                     |                                    |                         |                         |                         |                         |                         |                       |                       |                       |                       |                       |                       |                       |                       |                        |                        |                        |                        |                        |                        |                     |                     |                     |                     |                     |                     |                  |                  |                  |                  |  |  |  |  |  |  |  |  |  |  |  |  |  |  |  |  |  |  |  |  |  |  |  |  |  |  |  |  |  |  |  |  |  |  |  |  |  |  |  |  |  |  |  |  |  |  |  |  |  |  |  |  |  |  |  |  |  |  |  |  |  |  |  |  |  |  |
| Pierangelo *? †1464 | Pierangelo *? †1464 | Pierangelo *? †1464 | Pierangelo *? †1464 | Pierangelo *? †1464 | Pierangelo *? †1464 |                   |                   | Giovenco *? †1464? | Giovenco *? †1464? | Giovenco *? †1464? | Giovenco *? †1464? | Giovenco *? †1464? | Giovenco *? †1464? |                   |                   | Antonio fl. 1493     | Antonio fl. 1493     | Antonio fl. 1493      | Antonio fl. 1493      | Antonio fl. 1493        | Antonio fl. 1493        | Domenico *? †?          | Domenico *? †?          | Domenico *? †?          | Domenico *? †?          | Domenico *? †?        | Domenico *? †?        | Averardo fl. 1513            | Averardo fl. 1513            | Averardo fl. 1513            | Averardo fl. 1513            | Averardo fl. 1513            | Averardo fl. 1513            |                           |                           |                                  |                                  | Francesco *? †?                  | Francesco *? †?                  | Francesco *? †?                  | Francesco *? †?                  | Francesco *? †?          | Francesco *? †?          |                       |                       |                     |                     |                                    |                         | Lorenzo fl. 1490        | Lorenzo fl. 1490        | Lorenzo fl. 1490        | Lorenzo fl. 1490        | Lorenzo fl. 1490      | Lorenzo fl. 1490      | Giovenco *? †?        | Giovenco *? †?        | Giovenco *? †?        | Giovenco *? †?        | Giovenco *? †?        | Giovenco *? †?        |                        |                        |                        |                        |                        |                        |                     |                     |                     |                     |                     |                     |                  |                  |                  |                  |  |  |  |  |  |  |  |  |  |  |  |  |  |  |  |  |  |  |  |  |  |  |  |  |  |  |  |  |  |  |  |  |  |  |  |  |  |  |  |  |  |  |  |  |  |  |  |  |  |  |  |  |  |  |  |  |  |  |  |  |  |  |  |  |  |  |
| Pierangelo *? †1464 | Pierangelo *? †1464 | Pierangelo *? †1464 | Pierangelo *? †1464 | Pierangelo *? †1464 | Pierangelo *? †1464 |                   |                   | Giovenco *? †1464? | Giovenco *? †1464? | Giovenco *? †1464? | Giovenco *? †1464? | Giovenco *? †1464? | Giovenco *? †1464? |                   |                   | Antonio fl. 1493     | Antonio fl. 1493     | Antonio fl. 1493      | Antonio fl. 1493      | Antonio fl. 1493        | Antonio fl. 1493        | Domenico *? †?          | Domenico *? †?          | Domenico *? †?          | Domenico *? †?          | Domenico *? †?        | Domenico *? †?        | Averardo fl. 1513            | Averardo fl. 1513            | Averardo fl. 1513            | Averardo fl. 1513            | Averardo fl. 1513            | Averardo fl. 1513            |                           |                           |                                  |                                  | Francesco *? †?                  | Francesco *? †?                  | Francesco *? †?                  | Francesco *? †?                  | Francesco *? †?          | Francesco *? †?          |                       |                       |                     |                     |                                    |                         | Lorenzo fl. 1490        | Lorenzo fl. 1490        | Lorenzo fl. 1490        | Lorenzo fl. 1490        | Lorenzo fl. 1490      | Lorenzo fl. 1490      | Giovenco *? †?        | Giovenco *? †?        | Giovenco *? †?        | Giovenco *? †?        | Giovenco *? †?        | Giovenco *? †?        |                        |                        |                        |                        |                        |                        |                     |                     |                     |                     |                     |                     |                  |                  |                  |                  |  |  |  |  |  |  |  |  |  |  |  |  |  |  |  |  |  |  |  |  |  |  |  |  |  |  |  |  |  |  |  |  |  |  |  |  |  |  |  |  |  |  |  |  |  |  |  |  |  |  |  |  |  |  |  |  |  |  |  |  |  |  |  |  |  |  |
|                     |                     |                     |                     |                     |                     |                   |                   |                    |                    |                    |                    |                    |                    |                   |                   |                      |                      |                       |                       |                         |                         |                         |                         |                         |                         |                       |                       |                              |                              |                              |                              |                              |                              |                           |                           |                                  |                                  |                                  |                                  |                                  |                                  |                          |                          |                       |                       |                     |                     |                                    |                         |                         |                         |                         |                         |                       |                       |                       |                       |                       |                       |                       |                       |                        |                        |                        |                        |                        |                        |                     |                     |                     |                     |                     |                     |                  |                  |                  |                  |  |  |  |  |  |  |  |  |  |  |  |  |  |  |  |  |  |  |  |  |  |  |  |  |  |  |  |  |  |  |  |  |  |  |  |  |  |  |  |  |  |  |  |  |  |  |  |  |  |  |  |  |  |  |  |  |  |  |  |  |  |  |  |  |  |  |
|                     |                     | Francesco *? †?     | Francesco *? †?     | Francesco *? †?     | Francesco *? †?     | Francesco *? †?   | Francesco *? †?   | Bernardo *? †?     | Bernardo *? †?     | Bernardo *? †?     | Bernardo *? †?     | Bernardo *? †?     | Bernardo *? †?     | Giovanni *? †?    | Giovanni *? †?    | Giovanni *? †?       | Giovanni *? †?       | Giovanni *? †?        | Giovanni *? †?        | Raffaele *? †?          | Raffaele *? †?          | Raffaele *? †?          | Raffaele *? †?          | Raffaele *? †?          | Raffaele *? †?          |                       |                       |                              |                              |                              |                              |                              |                              | Bernardetto *? †?         | Bernardetto *? †?         | Bernardetto *? †?                | Bernardetto *? †?                | Bernardetto *? †?                | Bernardetto *? †?                |                                  |                                  |                          |                          | Galeotto *? †1528     | Galeotto *? †1528     | Galeotto *? †1528   | Galeotto *? †1528   | Galeotto *? †1528                  | Galeotto *? †1528       | Francesco *? †?         | Francesco *? †?         | Francesco *? †?         | Francesco *? †?         | Francesco *? †?       | Francesco *? †?       | Ottaviano *1482 †1546 | Ottaviano *1482 †1546 | Ottaviano *1482 †1546 | Ottaviano *1482 †1546 | Ottaviano *1482 †1546 | Ottaviano *1482 †1546 |                        |                        |                        |                        |                        |                        |                     |                     |                     |                     |                     |                     |                  |                  |                  |                  |  |  |  |  |  |  |  |  |  |  |  |  |  |  |  |  |  |  |  |  |  |  |  |  |  |  |  |  |  |  |  |  |  |  |  |  |  |  |  |  |  |  |  |  |  |  |  |  |  |  |  |  |  |  |  |  |  |  |  |  |  |  |  |  |  |  |
|                     |                     | Francesco *? †?     | Francesco *? †?     | Francesco *? †?     | Francesco *? †?     | Francesco *? †?   | Francesco *? †?   | Bernardo *? †?     | Bernardo *? †?     | Bernardo *? †?     | Bernardo *? †?     | Bernardo *? †?     | Bernardo *? †?     | Giovanni *? †?    | Giovanni *? †?    | Giovanni *? †?       | Giovanni *? †?       | Giovanni *? †?        | Giovanni *? †?        | Raffaele *? †?          | Raffaele *? †?          | Raffaele *? †?          | Raffaele *? †?          | Raffaele *? †?          | Raffaele *? †?          |                       |                       |                              |                              |                              |                              |                              |                              | Bernardetto *? †?         | Bernardetto *? †?         | Bernardetto *? †?                | Bernardetto *? †?                | Bernardetto *? †?                | Bernardetto *? †?                |                                  |                                  |                          |                          | Galeotto *? †1528     | Galeotto *? †1528     | Galeotto *? †1528   | Galeotto *? †1528   | Galeotto *? †1528                  | Galeotto *? †1528       | Francesco *? †?         | Francesco *? †?         | Francesco *? †?         | Francesco *? †?         | Francesco *? †?       | Francesco *? †?       | Ottaviano *1482 †1546 | Ottaviano *1482 †1546 | Ottaviano *1482 †1546 | Ottaviano *1482 †1546 | Ottaviano *1482 †1546 | Ottaviano *1482 †1546 |                        |                        |                        |                        |                        |                        |                     |                     |                     |                     |                     |                     |                  |                  |                  |                  |  |  |  |  |  |  |  |  |  |  |  |  |  |  |  |  |  |  |  |  |  |  |  |  |  |  |  |  |  |  |  |  |  |  |  |  |  |  |  |  |  |  |  |  |  |  |  |  |  |  |  |  |  |  |  |  |  |  |  |  |  |  |  |  |  |  |
|                     |                     |                     |                     |                     |                     |                   |                   |                    |                    |                    |                    |                    |                    |                   |                   |                      |                      |                       |                       |                         |                         |                         |                         |                         |                         |                       |                       |                              |                              |                              |                              |                              |                              |                           |                           |                                  |                                  |                                  |                                  |                                  |                                  |                          |                          |                       |                       |                     |                     |                                    |                         |                         |                         |                         |                         |                       |                       |                       |                       |                       |                       |                       |                       |                        |                        |                        |                        |                        |                        |                     |                     |                     |                     |                     |                     |                  |                  |                  |                  |  |  |  |  |  |  |  |  |  |  |  |  |  |  |  |  |  |  |  |  |  |  |  |  |  |  |  |  |  |  |  |  |  |  |  |  |  |  |  |  |  |  |  |  |  |  |  |  |  |  |  |  |  |  |  |  |  |  |  |  |  |  |  |  |  |  |
|                     |                     |                     |                     |                     |                     |                   |                   |                    |                    |                    |                    |                    |                    |                   |                   | Averardo *1518 †1601 | Averardo *1518 †1601 | Averardo *1518 †1601  | Averardo *1518 †1601  | Averardo *1518 †1601    | Averardo *1518 †1601    |                         |                         | Giulio *? †?            | Giulio *? †?            | Giulio *? †?          | Giulio *? †?          | Giulio *? †?                 | Giulio *? †?                 |                              |                              |                              |                              | Nicolò * †1562            | Nicolò * †1562            | Nicolò * †1562                   | Nicolò * †1562                   | Nicolò * †1562                   | Nicolò * †1562                   | Lorenzo * †1568                  | Lorenzo * †1568                  | Lorenzo * †1568          | Lorenzo * †1568          | Lorenzo * †1568       | Lorenzo * †1568       |                     |                     | Francesco *1519 †1584              | Francesco *1519 †1584   | Francesco *1519 †1584   | Francesco *1519 †1584   | Francesco *1519 †1584   | Francesco *1519 †1584   |                       |                       | Ottajano              | Ottajano              | Ottajano              | Ottajano              | Ottajano              | Ottajano              |                        |                        |                        |                        |                        |                        |                     |                     |                     |                     |                     |                     |                  |                  |                  |                  |  |  |  |  |  |  |  |  |  |  |  |  |  |  |  |  |  |  |  |  |  |  |  |  |  |  |  |  |  |  |  |  |  |  |  |  |  |  |  |  |  |  |  |  |  |  |  |  |  |  |  |  |  |  |  |  |  |  |  |  |  |  |  |  |  |  |
|                     |                     |                     |                     |                     |                     |                   |                   |                    |                    |                    |                    |                    |                    |                   |                   | Averardo *1518 †1601 | Averardo *1518 †1601 | Averardo *1518 †1601  | Averardo *1518 †1601  | Averardo *1518 †1601    | Averardo *1518 †1601    |                         |                         | Giulio *? †?            | Giulio *? †?            | Giulio *? †?          | Giulio *? †?          | Giulio *? †?                 | Giulio *? †?                 |                              |                              |                              |                              | Nicolò * †1562            | Nicolò * †1562            | Nicolò * †1562                   | Nicolò * †1562                   | Nicolò * †1562                   | Nicolò * †1562                   | Lorenzo * †1568                  | Lorenzo * †1568                  | Lorenzo * †1568          | Lorenzo * †1568          | Lorenzo * †1568       | Lorenzo * †1568       |                     |                     | Francesco *1519 †1584              | Francesco *1519 †1584   | Francesco *1519 †1584   | Francesco *1519 †1584   | Francesco *1519 †1584   | Francesco *1519 †1584   |                       |                       | Ottajano              | Ottajano              | Ottajano              | Ottajano              | Ottajano              | Ottajano              |                        |                        |                        |                        |                        |                        |                     |                     |                     |                     |                     |                     |                  |                  |                  |                  |  |  |  |  |  |  |  |  |  |  |  |  |  |  |  |  |  |  |  |  |  |  |  |  |  |  |  |  |  |  |  |  |  |  |  |  |  |  |  |  |  |  |  |  |  |  |  |  |  |  |  |  |  |  |  |  |  |  |  |  |  |  |  |  |  |  |
|                     |                     |                     |                     |                     |                     |                   |                   |                    |                    |                    |                    |                    |                    |                   |                   |                      |                      |                       |                       |                         |                         |                         |                         |                         |                         |                       |                       |                              |                              |                              |                              |                              |                              |                           |                           |                                  |                                  |                                  |                                  |                                  |                                  |                          |                          |                       |                       |                     |                     |                                    |                         |                         |                         |                         |                         |                       |                       |                       |                       |                       |                       |                       |                       |                        |                        |                        |                        |                        |                        |                     |                     |                     |                     |                     |                     |                  |                  |                  |                  |  |  |  |  |  |  |  |  |  |  |  |  |  |  |  |  |  |  |  |  |  |  |  |  |  |  |  |  |  |  |  |  |  |  |  |  |  |  |  |  |  |  |  |  |  |  |  |  |  |  |  |  |  |  |  |  |  |  |  |  |  |  |  |  |  |  |
|                     |                     |                     |                     |                     |                     |                   |                   |                    |                    |                    |                    |                    |                    |                   |                   |                      |                      | Ottaviano *1555 †1625 | Ottaviano *1555 †1625 | Ottaviano *1555 †1625   | Ottaviano *1555 †1625   | Ottaviano *1555 †1625   | Ottaviano *1555 †1625   |                         |                         |                       |                       | Giulio *? †?                 | Giulio *? †?                 | Giulio *? †?                 | Giulio *? †?                 | Giulio *? †?                 | Giulio *? †?                 | Leone * †1596             | Leone * †1596             | Leone * †1596                    | Leone * †1596                    | Leone * †1596                    | Leone * †1596                    |                                  |                                  |                          |                          | Galeotto *? †?        | Galeotto *? †?        | Galeotto *? †?      | Galeotto *? †?      | Galeotto *? †?                     | Galeotto *? †?          |                         |                         | Cosimo *? †?            | Cosimo *? †?            | Cosimo *? †?          | Cosimo *? †?          | Cosimo *? †?          | Cosimo *? †?          |                       |                       |                       |                       |                        |                        |                        |                        |                        |                        |                     |                     |                     |                     |                     |                     |                  |                  |                  |                  |  |  |  |  |  |  |  |  |  |  |  |  |  |  |  |  |  |  |  |  |  |  |  |  |  |  |  |  |  |  |  |  |  |  |  |  |  |  |  |  |  |  |  |  |  |  |  |  |  |  |  |  |  |  |  |  |  |  |  |  |  |  |  |  |  |  |
|                     |                     |                     |                     |                     |                     |                   |                   |                    |                    |                    |                    |                    |                    |                   |                   |                      |                      | Ottaviano *1555 †1625 | Ottaviano *1555 †1625 | Ottaviano *1555 †1625   | Ottaviano *1555 †1625   | Ottaviano *1555 †1625   | Ottaviano *1555 †1625   |                         |                         |                       |                       | Giulio *? †?                 | Giulio *? †?                 | Giulio *? †?                 | Giulio *? †?                 | Giulio *? †?                 | Giulio *? †?                 | Leone * †1596             | Leone * †1596             | Leone * †1596                    | Leone * †1596                    | Leone * †1596                    | Leone * †1596                    |                                  |                                  |                          |                          | Galeotto *? †?        | Galeotto *? †?        | Galeotto *? †?      | Galeotto *? †?      | Galeotto *? †?                     | Galeotto *? †?          |                         |                         | Cosimo *? †?            | Cosimo *? †?            | Cosimo *? †?          | Cosimo *? †?          | Cosimo *? †?          | Cosimo *? †?          |                       |                       |                       |                       |                        |                        |                        |                        |                        |                        |                     |                     |                     |                     |                     |                     |                  |                  |                  |                  |  |  |  |  |  |  |  |  |  |  |  |  |  |  |  |  |  |  |  |  |  |  |  |  |  |  |  |  |  |  |  |  |  |  |  |  |  |  |  |  |  |  |  |  |  |  |  |  |  |  |  |  |  |  |  |  |  |  |  |  |  |  |  |  |  |  |
|                     |                     |                     |                     |                     |                     |                   |                   |                    |                    |                    |                    |                    |                    |                   |                   |                      |                      |                       |                       |                         |                         |                         |                         |                         |                         |                       |                       |                              |                              |                              |                              |                              |                              |                           |                           |                                  |                                  |                                  |                                  |                                  |                                  |                          |                          |                       |                       |                     |                     |                                    |                         |                         |                         |                         |                         |                       |                       |                       |                       |                       |                       |                       |                       |                        |                        |                        |                        |                        |                        |                     |                     |                     |                     |                     |                     |                  |                  |                  |                  |  |  |  |  |  |  |  |  |  |  |  |  |  |  |  |  |  |  |  |  |  |  |  |  |  |  |  |  |  |  |  |  |  |  |  |  |  |  |  |  |  |  |  |  |  |  |  |  |  |  |  |  |  |  |  |  |  |  |  |  |  |  |  |  |  |  |
|                     |                     |                     |                     |                     |                     |                   |                   |                    |                    |                    |                    |                    |                    | Giulio *? †1626   | Giulio *? †1626   | Giulio *? †1626      | Giulio *? †1626      | Giulio *? †1626       | Giulio *? †1626       |                         |                         | Raffaele *? †1624       | Raffaele *? †1624       | Raffaele *? †1624       | Raffaele *? †1624       | Raffaele *? †1624     | Raffaele *? †1624     | Nicolò *? †?                 | Nicolò *? †?                 | Nicolò *? †?                 | Nicolò *? †?                 | Nicolò *? †?                 | Nicolò *? †?                 |                           |                           |                                  |                                  |                                  |                                  |                                  |                                  |                          |                          |                       |                       |                     |                     |                                    |                         |                         |                         | Francesco *1585 †1664   | Francesco *1585 †1664   | Francesco *1585 †1664 | Francesco *1585 †1664 | Francesco *1585 †1664 | Francesco *1585 †1664 |                       |                       |                       |                       |                        |                        |                        |                        |                        |                        |                     |                     |                     |                     |                     |                     |                  |                  |                  |                  |  |  |  |  |  |  |  |  |  |  |  |  |  |  |  |  |  |  |  |  |  |  |  |  |  |  |  |  |  |  |  |  |  |  |  |  |  |  |  |  |  |  |  |  |  |  |  |  |  |  |  |  |  |  |  |  |  |  |  |  |  |  |  |  |  |  |
|                     |                     |                     |                     |                     |                     |                   |                   |                    |                    |                    |                    |                    |                    | Giulio *? †1626   | Giulio *? †1626   | Giulio *? †1626      | Giulio *? †1626      | Giulio *? †1626       | Giulio *? †1626       |                         |                         | Raffaele *? †1624       | Raffaele *? †1624       | Raffaele *? †1624       | Raffaele *? †1624       | Raffaele *? †1624     | Raffaele *? †1624     | Nicolò *? †?                 | Nicolò *? †?                 | Nicolò *? †?                 | Nicolò *? †?                 | Nicolò *? †?                 | Nicolò *? †?                 |                           |                           |                                  |                                  |                                  |                                  |                                  |                                  |                          |                          |                       |                       |                     |                     |                                    |                         |                         |                         | Francesco *1585 †1664   | Francesco *1585 †1664   | Francesco *1585 †1664 | Francesco *1585 †1664 | Francesco *1585 †1664 | Francesco *1585 †1664 |                       |                       |                       |                       |                        |                        |                        |                        |                        |                        |                     |                     |                     |                     |                     |                     |                  |                  |                  |                  |  |  |  |  |  |  |  |  |  |  |  |  |  |  |  |  |  |  |  |  |  |  |  |  |  |  |  |  |  |  |  |  |  |  |  |  |  |  |  |  |  |  |  |  |  |  |  |  |  |  |  |  |  |  |  |  |  |  |  |  |  |  |  |  |  |  |
|                     |                     |                     |                     |                     |                     |                   |                   |                    |                    |                    |                    |                    |                    |                   |                   |                      |                      |                       |                       |                         |                         |                         |                         |                         |                         |                       |                       |                              |                              |                              |                              |                              |                              |                           |                           |                                  |                                  |                                  |                                  |                                  |                                  |                          |                          |                       |                       |                     |                     |                                    |                         |                         |                         |                         |                         |                       |                       |                       |                       |                       |                       |                       |                       |                        |                        |                        |                        |                        |                        |                     |                     |                     |                     |                     |                     |                  |                  |                  |                  |  |  |  |  |  |  |  |  |  |  |  |  |  |  |  |  |  |  |  |  |  |  |  |  |  |  |  |  |  |  |  |  |  |  |  |  |  |  |  |  |  |  |  |  |  |  |  |  |  |  |  |  |  |  |  |  |  |  |  |  |  |  |  |  |  |  |
|                     |                     |                     |                     |                     |                     |                   |                   |                    |                    |                    |                    |                    |                    |                   |                   |                      |                      |                       |                       |                         |                         | Leone *? †1650          | Leone *? †1650          | Leone *? †1650          | Leone *? †1650          | Leone *? †1650        | Leone *? †1650        | Averardo *? †1685            | Averardo *? †1685            | Averardo *? †1685            | Averardo *? †1685            | Averardo *? †1685            | Averardo *? †1685            | Giulio *? †1614           | Giulio *? †1614           | Giulio *? †1614                  | Giulio *? †1614                  | Giulio *? †1614                  | Giulio *? †1614                  |                                  |                                  |                          |                          |                       |                       |                     |                     |                                    |                         |                         |                         |                         |                         |                       |                       |                       |                       |                       |                       |                       |                       |                        |                        |                        |                        |                        |                        |                     |                     |                     |                     |                     |                     |                  |                  |                  |                  |  |  |  |  |  |  |  |  |  |  |  |  |  |  |  |  |  |  |  |  |  |  |  |  |  |  |  |  |  |  |  |  |  |  |  |  |  |  |  |  |  |  |  |  |  |  |  |  |  |  |  |  |  |  |  |  |  |  |  |  |  |  |  |  |  |  |
|                     |                     |                     |                     |                     |                     |                   |                   |                    |                    |                    |                    |                    |                    |                   |                   |                      |                      |                       |                       |                         |                         | Leone *? †1650          | Leone *? †1650          | Leone *? †1650          | Leone *? †1650          | Leone *? †1650        | Leone *? †1650        | Averardo *? †1685            | Averardo *? †1685            | Averardo *? †1685            | Averardo *? †1685            | Averardo *? †1685            | Averardo *? †1685            | Giulio *? †1614           | Giulio *? †1614           | Giulio *? †1614                  | Giulio *? †1614                  | Giulio *? †1614                  | Giulio *? †1614                  |                                  |                                  |                          |                          |                       |                       |                     |                     |                                    |                         |                         |                         |                         |                         |                       |                       |                       |                       |                       |                       |                       |                       |                        |                        |                        |                        |                        |                        |                     |                     |                     |                     |                     |                     |                  |                  |                  |                  |  |  |  |  |  |  |  |  |  |  |  |  |  |  |  |  |  |  |  |  |  |  |  |  |  |  |  |  |  |  |  |  |  |  |  |  |  |  |  |  |  |  |  |  |  |  |  |  |  |  |  |  |  |  |  |  |  |  |  |  |  |  |  |  |  |  |
|                     |                     |                     |                     |                     |                     |                   |                   |                    |                    |                    |                    |                    |                    |                   |                   |                      |                      |                       |                       |                         |                         |                         |                         |                         |                         |                       |                       |                              |                              |                              |                              |                              |                              |                           |                           |                                  |                                  |                                  |                                  |                                  |                                  |                          |                          |                       |                       |                     |                     |                                    |                         |                         |                         |                         |                         |                       |                       |                       |                       |                       |                       |                       |                       |                        |                        |                        |                        |                        |                        |                     |                     |                     |                     |                     |                     |                  |                  |                  |                  |  |  |  |  |  |  |  |  |  |  |  |  |  |  |  |  |  |  |  |  |  |  |  |  |  |  |  |  |  |  |  |  |  |  |  |  |  |  |  |  |  |  |  |  |  |  |  |  |  |  |  |  |  |  |  |  |  |  |  |  |  |  |  |  |  |  |
|                     |                     |                     |                     |                     |                     |                   |                   |                    |                    |                    |                    |                    |                    |                   |                   | Filippo *? †1749     | Filippo *? †1749     | Filippo *? †1749      | Filippo *? †1749      | Filippo *? †1749        | Filippo *? †1749        | Francesco *? †1722      | Francesco *? †1722      | Francesco *? †1722      | Francesco *? †1722      | Francesco *? †1722    | Francesco *? †1722    | Pierpaolo fl. 1737           | Pierpaolo fl. 1737           | Pierpaolo fl. 1737           | Pierpaolo fl. 1737           | Pierpaolo fl. 1737           | Pierpaolo fl. 1737           | Francesco *? †1766        | Francesco *? †1766        | Francesco *? †1766               | Francesco *? †1766               | Francesco *? †1766               | Francesco *? †1766               | Nicolò Giuseppe *? †?            | Nicolò Giuseppe *? †?            | Nicolò Giuseppe *? †?    | Nicolò Giuseppe *? †?    | Nicolò Giuseppe *? †? | Nicolò Giuseppe *? †? |                     |                     |                                    |                         |                         |                         |                         |                         |                       |                       |                       |                       |                       |                       |                       |                       |                        |                        |                        |                        |                        |                        |                     |                     |                     |                     |                     |                     |                  |                  |                  |                  |  |  |  |  |  |  |  |  |  |  |  |  |  |  |  |  |  |  |  |  |  |  |  |  |  |  |  |  |  |  |  |  |  |  |  |  |  |  |  |  |  |  |  |  |  |  |  |  |  |  |  |  |  |  |  |  |  |  |  |  |  |  |  |  |  |  |
|                     |                     |                     |                     |                     |                     |                   |                   |                    |                    |                    |                    |                    |                    |                   |                   | Filippo *? †1749     | Filippo *? †1749     | Filippo *? †1749      | Filippo *? †1749      | Filippo *? †1749        | Filippo *? †1749        | Francesco *? †1722      | Francesco *? †1722      | Francesco *? †1722      | Francesco *? †1722      | Francesco *? †1722    | Francesco *? †1722    | Pierpaolo fl. 1737           | Pierpaolo fl. 1737           | Pierpaolo fl. 1737           | Pierpaolo fl. 1737           | Pierpaolo fl. 1737           | Pierpaolo fl. 1737           | Francesco *? †1766        | Francesco *? †1766        | Francesco *? †1766               | Francesco *? †1766               | Francesco *? †1766               | Francesco *? †1766               | Nicolò Giuseppe *? †?            | Nicolò Giuseppe *? †?            | Nicolò Giuseppe *? †?    | Nicolò Giuseppe *? †?    | Nicolò Giuseppe *? †? | Nicolò Giuseppe *? †? |                     |                     |                                    |                         |                         |                         |                         |                         |                       |                       |                       |                       |                       |                       |                       |                       |                        |                        |                        |                        |                        |                        |                     |                     |                     |                     |                     |                     |                  |                  |                  |                  |  |  |  |  |  |  |  |  |  |  |  |  |  |  |  |  |  |  |  |  |  |  |  |  |  |  |  |  |  |  |  |  |  |  |  |  |  |  |  |  |  |  |  |  |  |  |  |  |  |  |  |  |  |  |  |  |  |  |  |  |  |  |  |  |  |  |
|                     |                     |                     |                     |                     |                     |                   |                   |                    |                    |                    |                    |                    |                    |                   |                   |                      |                      |                       |                       |                         |                         |                         |                         |                         |                         |                       |                       |                              |                              |                              |                              |                              |                              |                           |                           |                                  |                                  |                                  |                                  |                                  |                                  |                          |                          |                       |                       |                     |                     |                                    |                         |                         |                         |                         |                         |                       |                       |                       |                       |                       |                       |                       |                       |                        |                        |                        |                        |                        |                        |                     |                     |                     |                     |                     |                     |                  |                  |                  |                  |  |  |  |  |  |  |  |  |  |  |  |  |  |  |  |  |  |  |  |  |  |  |  |  |  |  |  |  |  |  |  |  |  |  |  |  |  |  |  |  |  |  |  |  |  |  |  |  |  |  |  |  |  |  |  |  |  |  |  |  |  |  |  |  |  |  |
|                     |                     |                     |                     |                     |                     |                   |                   |                    |                    |                    |                    |                    |                    |                   |                   |                      |                      |                       |                       |                         |                         | Leone fl. 1759          | Leone fl. 1759          | Leone fl. 1759          | Leone fl. 1759          | Leone fl. 1759        | Leone fl. 1759        | Averardo *? †1808            | Averardo *? †1808            | Averardo *? †1808            | Averardo *? †1808            | Averardo *? †1808            | Averardo *? †1808            | Filippo fl. 1775          | Filippo fl. 1775          | Filippo fl. 1775                 | Filippo fl. 1775                 | Filippo fl. 1775                 | Filippo fl. 1775                 |                                  |                                  |                          |                          |                       |                       |                     |                     |                                    |                         |                         |                         |                         |                         |                       |                       |                       |                       |                       |                       |                       |                       |                        |                        |                        |                        |                        |                        |                     |                     |                     |                     |                     |                     |                  |                  |                  |                  |  |  |  |  |  |  |  |  |  |  |  |  |  |  |  |  |  |  |  |  |  |  |  |  |  |  |  |  |  |  |  |  |  |  |  |  |  |  |  |  |  |  |  |  |  |  |  |  |  |  |  |  |  |  |  |  |  |  |  |  |  |  |  |  |  |  |
|                     |                     |                     |                     |                     |                     |                   |                   |                    |                    |                    |                    |                    |                    |                   |                   |                      |                      |                       |                       |                         |                         | Leone fl. 1759          | Leone fl. 1759          | Leone fl. 1759          | Leone fl. 1759          | Leone fl. 1759        | Leone fl. 1759        | Averardo *? †1808            | Averardo *? †1808            | Averardo *? †1808            | Averardo *? †1808            | Averardo *? †1808            | Averardo *? †1808            | Filippo fl. 1775          | Filippo fl. 1775          | Filippo fl. 1775                 | Filippo fl. 1775                 | Filippo fl. 1775                 | Filippo fl. 1775                 |                                  |                                  |                          |                          |                       |                       |                     |                     |                                    |                         |                         |                         |                         |                         |                       |                       |                       |                       |                       |                       |                       |                       |                        |                        |                        |                        |                        |                        |                     |                     |                     |                     |                     |                     |                  |                  |                  |                  |  |  |  |  |  |  |  |  |  |  |  |  |  |  |  |  |  |  |  |  |  |  |  |  |  |  |  |  |  |  |  |  |  |  |  |  |  |  |  |  |  |  |  |  |  |  |  |  |  |  |  |  |  |  |  |  |  |  |  |  |  |  |  |  |  |  |
|                     |                     |                     |                     |                     |                     |                   |                   |                    |                    |                    |                    |                    |                    |                   |                   |                      |                      |                       |                       |                         |                         |                         |                         |                         |                         |                       |                       |                              |                              |                              |                              |                              |                              |                           |                           |                                  |                                  |                                  |                                  |                                  |                                  |                          |                          |                       |                       |                     |                     |                                    |                         |                         |                         |                         |                         |                       |                       |                       |                       |                       |                       |                       |                       |                        |                        |                        |                        |                        |                        |                     |                     |                     |                     |                     |                     |                  |                  |                  |                  |  |  |  |  |  |  |  |  |  |  |  |  |  |  |  |  |  |  |  |  |  |  |  |  |  |  |  |  |  |  |  |  |  |  |  |  |  |  |  |  |  |  |  |  |  |  |  |  |  |  |  |  |  |  |  |  |  |  |  |  |  |  |  |  |  |  |
|                     |                     |                     |                     |                     |                     |                   |                   |                    |                    |                    |                    |                    |                    |                   |                   | Filippo *? †1821     | Filippo *? †1821     | Filippo *? †1821      | Filippo *? †1821      | Filippo *? †1821        | Filippo *? †1821        | Nicola *? †?            | Nicola *? †?            | Nicola *? †?            | Nicola *? †?            | Nicola *? †?          | Nicola *? †?          | Anna Maria Luisa *1756 †1797 | Anna Maria Luisa *1756 †1797 | Anna Maria Luisa *1756 †1797 | Anna Maria Luisa *1756 †1797 | Anna Maria Luisa *1756 †1797 | Anna Maria Luisa *1756 †1797 |                           |                           | Bindo Simone Peruzzi *1729 †1794 | Bindo Simone Peruzzi *1729 †1794 | Bindo Simone Peruzzi *1729 †1794 | Bindo Simone Peruzzi *1729 †1794 | Bindo Simone Peruzzi *1729 †1794 | Bindo Simone Peruzzi *1729 †1794 | Pierpaolo *? †?          | Pierpaolo *? †?          | Pierpaolo *? †?       | Pierpaolo *? †?       | Pierpaolo *? †?     | Pierpaolo *? †?     |                                    |                         |                         |                         |                         |                         |                       |                       |                       |                       |                       |                       |                       |                       |                        |                        |                        |                        |                        |                        |                     |                     |                     |                     |                     |                     |                  |                  |                  |                  |  |  |  |  |  |  |  |  |  |  |  |  |  |  |  |  |  |  |  |  |  |  |  |  |  |  |  |  |  |  |  |  |  |  |  |  |  |  |  |  |  |  |  |  |  |  |  |  |  |  |  |  |  |  |  |  |  |  |  |  |  |  |  |  |  |  |
|                     |                     |                     |                     |                     |                     |                   |                   |                    |                    |                    |                    |                    |                    |                   |                   | Filippo *? †1821     | Filippo *? †1821     | Filippo *? †1821      | Filippo *? †1821      | Filippo *? †1821        | Filippo *? †1821        | Nicola *? †?            | Nicola *? †?            | Nicola *? †?            | Nicola *? †?            | Nicola *? †?          | Nicola *? †?          | Anna Maria Luisa *1756 †1797 | Anna Maria Luisa *1756 †1797 | Anna Maria Luisa *1756 †1797 | Anna Maria Luisa *1756 †1797 | Anna Maria Luisa *1756 †1797 | Anna Maria Luisa *1756 †1797 |                           |                           | Bindo Simone Peruzzi *1729 †1794 | Bindo Simone Peruzzi *1729 †1794 | Bindo Simone Peruzzi *1729 †1794 | Bindo Simone Peruzzi *1729 †1794 | Bindo Simone Peruzzi *1729 †1794 | Bindo Simone Peruzzi *1729 †1794 | Pierpaolo *? †?          | Pierpaolo *? †?          | Pierpaolo *? †?       | Pierpaolo *? †?       | Pierpaolo *? †?     | Pierpaolo *? †?     |                                    |                         |                         |                         |                         |                         |                       |                       |                       |                       |                       |                       |                       |                       |                        |                        |                        |                        |                        |                        |                     |                     |                     |                     |                     |                     |                  |                  |                  |                  |  |  |  |  |  |  |  |  |  |  |  |  |  |  |  |  |  |  |  |  |  |  |  |  |  |  |  |  |  |  |  |  |  |  |  |  |  |  |  |  |  |  |  |  |  |  |  |  |  |  |  |  |  |  |  |  |  |  |  |  |  |  |  |  |  |  |
|                     |                     |                     |                     |                     |                     |                   |                   |                    |                    |                    |                    |                    |                    |                   |                   |                      |                      |                       |                       |                         |                         |                         |                         |                         |                         |                       |                       |                              |                              |                              |                              |                              |                              |                           |                           |                                  |                                  |                                  |                                  |                                  |                                  |                          |                          |                       |                       |                     |                     |                                    |                         |                         |                         |                         |                         |                       |                       |                       |                       |                       |                       |                       |                       |                        |                        |                        |                        |                        |                        |                     |                     |                     |                     |                     |                     |                  |                  |                  |                  |  |  |  |  |  |  |  |  |  |  |  |  |  |  |  |  |  |  |  |  |  |  |  |  |  |  |  |  |  |  |  |  |  |  |  |  |  |  |  |  |  |  |  |  |  |  |  |  |  |  |  |  |  |  |  |  |  |  |  |  |  |  |  |  |  |  |
|                     |                     |                     |                     |                     |                     |                   |                   |                    |                    |                    |                    |                    |                    |                   |                   |                      |                      |                       |                       |                         |                         |                         |                         |                         |                         |                       |                       |                              |                              |                              |                              | Peruzzi de' Medici           |                              |                           |                           |                                  |                                  |                                  |                                  |                                  |                                  |                          |                          |                       |                       |                     |                     |                                    |                         |                         |                         |                         |                         |                       |                       |                       |                       |                       |                       |                       |                       |                        |                        |                        |                        |                        |                        |                     |                     |                     |                     |                     |                     |                  |                  |                  |                  |  |  |  |  |  |  |  |  |  |  |  |  |  |  |  |  |  |  |  |  |  |  |  |  |  |  |  |  |  |  |  |  |  |  |  |  |  |  |  |  |  |  |  |  |  |  |  |  |  |  |  |  |  |  |  |  |  |  |  |  |  |  |  |  |  |  |

## Tước hiệu

### Danh sách những người đứng đầu gia tộc Medici

#### Signore(Đức ông) ở Cộng hòa Florence
| Chân dung | Tên                                      | Từ                | Đến               | Quan hệ trong gia tộc |
| --------- | ---------------------------------------- | ----------------- | ----------------- | --- |
|           | Cosimo de' Medici (Pater Patriae)        | 1434              | 1 tháng 8, 1464   | Con trai của Giovanni di Bicci de' Medici - người không tham gia nổi bật vào chính trị Florence, mà chủ yếu hoạt động trong lĩnh vực tài chính.                                                                                     |
|           | Piero I de' Medici (Piero Bệnh Gút)      | 1 tháng 8, 1464   | 2 tháng 12, 1469  | Con cả của Cosimo de' Medici. |
|           | Lorenzo I de' Medici(Lorenzo Phi thường) | 2 tháng 12, 1469  | 9 tháng 4, 1492   | Con cả của Piero I de' Medici. |
|           | Piero II de' Medici(Piero Không may)     | 9 tháng 4, 1492   | 8 tháng 11, 1494  | Con trai cả của Lorenzo Phi thường. Bị lật đổ khi Charles VIII của Pháp xâm lược và một nền cộng hòa hoàn chỉnh được khôi phục, đầu tiên là dưới chế độ thần quyền của Girolamo Savonarola và sau đó là chính khách Piero Soderini. |
|           | Hồng y Giovanni de' Medici               | 31 tháng 8, 1512  | 9 tháng 3, 1513   | Brother of Piero the Unfortunate, second son of Lorenzo the Magnificent. Elected to the Papacy, becoming Pope Leo X. |
|           | Giuliano de' Medici, Công tước Nemours   | 9 tháng 3, 1513   | 17 tháng 3, 1516  | Brother of Cardinal Giovanni de' Medici, third son of Lorenzo the Magnificent. |
|           | Lorenzo II de' Medici, Công tước Urbino  | 17 tháng 3, 1516  | 4 tháng 5, 1519   | Nephew of Giuliano de' Medici, Duke of Nemours, son of Piero the Unfortunate. Father of Caterina de' Medici, Queen consort of France.                                                                                               |
|           | Hồng y Giulio de' Medici                 | 4 tháng 5, 1519   | 19 tháng 11, 1523 | Cousin of Lorenzo II de' Medici, Duke of Urbino, son of Giuliano de' Medici who was the brother of Lorenzo the Magnificent. Elected to the Papacy, becoming Pope Clement VII.                                                       |
|           | Hồng y Ippolito de' Medici               | 19 tháng 11, 1523 | 24 tháng 10, 1529 | Cousin of Cardinal Giulio de' Medici, illegitimate son of Giuliano de' Medici, Duke of Nemours. |

#### Công tước Florence
| Chân dung | Tên                | Từ                | Đến              | Quan hệ trong gia tộc |
| --------- | ------------------ | ----------------- | ---------------- | --- |
|           | Alessandro il Moro | 24 tháng 10, 1529 | 6 tháng 1, 1537  | Cousin of Cardinal Ippolito de' Medici, illegitimate son of Lorenzo II de' Medici, Duke of Urbino or Pope Clement VII. Acting signore during imperial Siege of Florence, made Duke in 1531. |
|           | Cosimo I           | 6 tháng 1, 1537   | 21 tháng 4, 1574 | Distant cousin of Alessandro de' Medici, Son of Giovanni dalle Bande Nere. dei Popolani line descended from Lorenzo the Elder, Brother of Cosimo de' Medici; also great-grandson of Lorenzo the Magnificent through his mother, Maria Salviati, and his grandmother, Lucrezia de' Medici. 1569, he was made Grand Duke of Tuscany. |

#### Đại công tước Toscana
| Chân dung | Tên           | Từ                | Đến               | Quan hệ trong gia tộc |
| --------- | ------------- | ----------------- | ----------------- | --- |
|           | Cosimo I      | 6 tháng 1, 1569   | 21 tháng 4, 1574  | |
|           | Francesco I   | 21 tháng 4, 1574  | 17 tháng 10, 1587 | Con cả của Cosimo I de' Medici, Đại công tước xứ Toscana.                                                                 |
|           | Ferdinando I  | 17 tháng 10, 1587 | 17 tháng 2, 1609  | Em trai của Francesco I de' Medici, Đại công tước xứ Toscana; con trai của Cosimo I de' Medici, Đại công tước xứ Toscana. |
|           | Cosimo II     | 17 tháng 2, 1609  | 28 tháng 2, 1621  | Con cả của Ferdinando I de' Medici, Đại công tước xứ Toscana.                                                             |
|           | Ferdinando II | 28 tháng 2, 1621  | 23 tháng 5, 1670  | Con cả của Cosimo II de' Medici, Đại công tước xứ Toscana.                                                                |
|           | Cosimo III    | 23 tháng 5, 1670  | 31 tháng 10, 1723 | Con cả của Ferdinando II de' Medici, Đại công tước xứ Toscana.                                                            |
|           | Gian Gastone  | 31 tháng 10, 1723 | 9 tháng 7, 1737   | Con trai thứ hai của Cosimo III de' Medici, Đại công tước xứ Toscana.                                                     |